# Liste des députés de la XIVe législature de la Cinquième République

Cet article donne la liste des députés français de la XIVe législature de la Cinquième République (2012-2017), élus dans 577 circonscriptions législatives en France métropolitaine, en outre-mer et à l'étranger.

## Méthodologie
La liste recense les députés siégeant à l'Assemblée nationale, soit élus à l'issue des deux tours des élections législatives de juin 2012, soit suppléant les élus ayant été nommés au gouvernement ou décédés, soit élus à l'occasion d'élections législatives partielles. Pour chaque député, la liste précise sa circonscription d'élection ainsi que le groupe auquel il appartient. Sauf indication contraire, les députés et suppléants siégeant ont été élus lors des élections législatives de juin 2012.
Lors de la nomination au gouvernement ou du décès d'un député, son suppléant devient député (un mois après en cas d'acceptation d'une fonction gouvernementale). En outre, depuis la réforme constitutionnelle de 2008, les ministres élus quittant le gouvernement peuvent retrouver leur siège, sans passer par une élection partielle, à l'issue d'un délai d'un mois.

## Groupes parlementaires
|  |      | Groupe                                                 | Partis |
|  | ---- | ------------------------------------------------------ | --- |
|  | GDR  | Groupe de la Gauche démocrate et républicaine          | Front de gauche (PCF, PG, FASE), Mouvement pour la Réunion, MIM, PSG, DVG                                                         |
|  | SER  | Groupe socialiste, écologiste et républicain           | PS, MRC, UDB et apparentés (jusqu'au 24 mai 2016, ce groupe s'intitulait « Groupe socialiste, républicain et citoyen »)           |
|  | RRDP | Groupe radical, républicain, démocrate et progressiste | PRG, MoDem et DVG |
|  | UDI  | Groupe de l'Union des démocrates et indépendants       | UDI (PR, NC, AC, FED) et apparentés, Tahoera'a, CE                                                                                |
|  | LR   | Groupe Les Républicains                                | Les Républicains et apparentés (jusqu'au 1er juin 2015, ce groupe s'intitulait « groupe de l'Union pour un mouvement populaire ») |
|  | NI   | Députés non inscrits                                   | EELV, MoDem, DLR, MPF, FN, LS, TeM, CNIP, ex-PS                                                                                   |

Un autre groupe, le groupe écologiste (le premier de ce type) a existé du début de la législature jusqu'à sa dissolution le 19 mai 2016.

## Liste des députés
| Député                      | Circonscription                        |  | Groupe | Année de naissance | Profession                                                           | Mandats | Suppléant                       |
| --------------------------- | -------------------------------------- |  | ------ | ------------------ | -------------------------------------------------------------------- | --- | ------------------------------- |
| Damien Abad                 | Ain (5e)                               |  | LR     | 1980               | Sans profession déclarée                                             | Conseiller régional | Liliane Maissiat                |
| Laurence Abeille            | Val-de-Marne (06e)                     |  | NI     | 1960               | Éditrice                                                             | Conseillère régionale d'Île-de-France | Claire Lemeunier                |
| Ibrahim Aboubacar           | Mayotte (2e)                           |  | SER    | 1965               | Ingénieur                                                            | 1er vice-président du Conseil général de Mayotte                                                                                                 | Hidahya Mahafidhou              |
| Élie Aboud                  | Hérault (6e)                           |  | LR     | 1959               | Médecin cardiologue                                                  | Membre du Conseil municipal de Béziers | Christine Villeneuve            |
| Bernard Accoyer             | Haute-Savoie (1re)                     |  | LR     | 1945               | Médecin ORL                                                          | Maire d'Annecy-le-Vieux | François-Éric Carbonnel         |
| Patricia Adam               | Finistère (2e)                         |  | SER    | 1953               | Cadre d'action sociale                                               | Aucun | Reza Salami                     |
| Sylviane Alaux              | Pyrénées-Atlantiques (6e)              |  | SER    | 1945               | Retraité                                                             | Conseillère régionale de la région Aquitaine | Joël Maitia                     |
| Éric Alauzet                | Doubs (2e)                             |  | SER    | 1958               | Médecin acupuncteur                                                  | Vice-président du Conseil général du Doubs | Michèle Besançon-Wilde          |
| Yves Albarello              | Seine-et-Marne (7e)                    |  | LR     | 1952               | Directeur administratif et financier                                 | Maire de Claye-Souilly | Émilie Neilz                    |
| Brigitte Allain             | Dordogne (2e)                          |  | NI     | 1956               | Exploitante agricole                                                 | Aucun | Christophe Cathus               |
| Jean-Pierre Allossery       | Nord (15e)                             |  | SER    | 1945               | Retraité                                                             | Maire d'Hazebrouck Vice-président du Conseil général du Nord                                                                                     | Michel Gilloen                  |
| Nicole Ameline              | Calvados (4e)                          |  | LR     | 1952               | Fonctionnaire                                                        | Aucun | Christian Cardon                |
| Pouria Amirshahi            | Français établis hors de France (09e)  |  | NI     | 1972               | Attaché parlementaire                                                | Aucun | Vautrin Djedidi                 |
| François André              | Ille-et-Vilaine (3e)                   |  | SER    | 1967               | Fonctionnaire                                                        | Vice-président du Conseil général d'Ille-et-Vilaine Adjoint au maire de Rennes                                                                   | Marie-Thérèse Sauvée            |
| Sylvie Andrieux             | Bouches-du-Rhône (03e)                 |  | NI     | 1961               | Cadre commercial                                                     | Conseillère municipale de Marseille | Garo Hovsepian                  |
| Benoist Apparu              | Marne (4e)                             |  | LR     | 1969               |                                                                      | Adjoint au maire de Châlons-en-Champagne | Agnès Person                    |
| Nathalie Appéré             | Ille-et-Vilaine (2e)                   |  | SER    | 1975               | Directrice d'équipement social et culturel                           | Vice-présidente de Rennes Métropole Adjointe au maire de Rennes                                                                                  | Michel Gautier                  |
| Kader Arif                  | Haute-Garonne (10e)                    |  | SER    | 1959               | Cadre administratif                                                  | Conseiller municipal de Toulouse | Émilienne Poumirol              |
| Laurence Arribagé           | Haute-Garonne (03e)                    |  | LR     | 1970               | Conseillère en communication                                         | Adjointe au maire de Toulouse | Jean-Luc Moudenc                |
| François Asensi             | Seine-Saint-Denis (11e)                |  | GDR    | 1945               | Dessinateur industriel                                               | Maire de Tremblay-en-France | Clémentine Autain               |
| Christian Assaf             | Hérault (8e)                           |  | SER    | 1972               | Fonctionnaire                                                        | Aucun | Patricia Martin                 |
| Isabelle Attard             | Calvados (5e)                          |  | NI     | 1969               | Fonctionnaire                                                        | Aucun | Maryvonne Mottin                |
| Julien Aubert               | Vaucluse (5e)                          |  | LR     | 1978               | Magistrat à la cour des comptes                                      | Aucun | Dominique Santoni               |
| Olivier Audibert-Troin      | Var (8e)                               |  | LR     | 1960               | Agent général d'assurances                                           | Premier adjoint au maire de Draguignan | Jean-Pierre Bottero             |
| Danielle Auroi              | Puy-de-Dôme (3e)                       |  | NI     | 1944               | Retraitée de l'enseignement                                          | Membre du conseil municipal de Clermont-Ferrand                                                                                                  | Roger Gardes                    |
| Pierre Aylagas              | Pyrénées-Orientales (4e)               |  | SER    | 1942               | Retraité                                                             | Membre du Conseil général des Pyrénées-Orientales Maire d'Argelès-sur-Mer                                                                        | Nicole Villard                  |
| Bruno Nestor Azerot         | Martinique (2e)                        |  | GDR    | 1961               | Commerçant                                                           | Maire de Sainte-Marie | Joachim Bouquety                |
| Alexis Bachelay             | Hauts-de-Seine (01re)                  |  | SER    | 1973               | Attaché territorial à la ville de Nanterre                           | Maire-adjoint de Colombes | William Leday                   |
| Guillaume Bachelay          | Seine-Maritime (04e)                   |  | SER    | 1974               | Agent public                                                         | Conseiller municipal délégué de Grand-Quevilly                                                                                                   | Laurent Fabius                  |
| Jean-Paul Bacquet           | Puy-de-Dôme (4e)                       |  | SER    | 1949               | Médecin                                                              | Maire de Coudes | Sylvie Maisonnet                |
| Dominique Baert             | Nord (08e)                             |  | SER    | 1959               | Fonctionnaire à la Banque de France                                  | Maire de Wattrelos | Richard Olszewski               |
| Patrick Balkany             | Hauts-de-Seine (05e)                   |  | LR     | 1948               | Directeur de société                                                 | Maire de Levallois-Perret | Rémi Muzeau                     |
| Guy Bailliart               | Calvados (3e)                          |  | SER    | 1946               | Retraité de l'Éducation nationale                                    | | Clotilde Valter                 |
| Alain Ballay                | Corrèze (1re)                          |  | SER    | 1954               | Retraité Directeur d'un service de soins                             | Conseiller général de la Corrèze | —                               |
| Gérard Bapt                 | Haute-Garonne (02e)                    |  | SER    | 1946               | Médecin cardiologue                                                  | Maire de Saint-Jean | Bertrand Monthubert             |
| Frédéric Barbier            | Doubs (4e)                             |  | SER    | 1960               | Cadre ERDF                                                           | Vice-président du Conseil général du Doubs | Marie-Claude Gallard            |
| Jean-Pierre Barbier         | Isère (7e)                             |  | LR     | 1960               | Pharmacien                                                           | Aucun | Marie-Thérèse Lambert           |
| Serge Bardy                 | Maine-et-Loire (6e)                    |  | SER    | 1947               | Retraité                                                             | Aucun | Claudine Rabin                  |
| Claude Bartolone            | Seine-Saint-Denis (09e)                |  | SER    | 1951               | Cadre commercial de l'industrie pharmaceutique                       | Président du Conseil général de la Seine-Saint-Denis                                                                                             | Corinne Valls                   |
| Christian Bataille          | Nord (12e)                             |  | SER    | 1946               | Professeur de lettres                                                | Aucun | Frédéric Divina                 |
| Delphine Batho              | Deux-Sèvres (2e)                       |  | SER    | 1973               | Cadre territorial                                                    | Aucun | Jean-Luc Drapeau                |
| Marie-Noëlle Battistel      | Isère (4e)                             |  | SER    | 1960               | Chef d'entreprise                                                    | Maire de La Salle-en-Beaumont | Fabrice Hugele                  |
| Laurent Baumel              | Indre-et-Loire (4e)                    |  | SER    | 1965               | Cadre supérieur                                                      | Maire de Ballan-Miré | Céline Delagarde                |
| Philippe Baumel             | Saône-et-Loire (3e)                    |  | SER    | 1961               | Cadre                                                                | Maire du Breuil Vice-Président du conseil régional de Bourgogne                                                                                  | Ghislaine Colombo               |
| Denis Baupin                | Paris (10e)                            |  | NI     | 1962               | Ingénieur                                                            | Maire-adjoint de Paris | Jérôme Coumet                   |
| Nicolas Bays                | Pas-de-Calais (12e)                    |  | SER    | 1977               | Cadre supérieur                                                      | Membre du Conseil municipal de Wingles | Arlette Houdart                 |
| Catherine Beaubatie         | Haute-Vienne (3e)                      |  | SER    | 1964               | Enseignante                                                          | Adjointe au Maire de Limoges Membre de la Communauté d'agglomération Limoges Métropole                                                           | Pascal Godrie                   |
| Marie-Françoise Bechtel     | Aisne (4e)                             |  | SER    | 1946               | Conseillère d'État                                                   | Aucun | Patrick Day                     |
| Jean-Marie Beffara          | Indre-et-Loire (3e)                    |  | SER    | 1962               | Cadre associatif                                                     | Aucun | Marisol Touraine                |
| Huguette Bello              | Réunion (2e)                           |  | GDR    | 1950               | Directrice d'école maternelle                                        | Maire de Saint-Paul | Olivier Hoarau                  |
| Luc Belot                   | Maine-et-Loire (1re)                   |  | SER    | 1974               | Attaché parlementaire                                                | Adjoint au Maire d'Angers Vice-Président de la Communauté d'agglomération Angers Loire Métropole                                                 | André Marchand                  |
| Jacques-Alain Bénisti       | Val-de-Marne (04e)                     |  | LR     | 1952               | Cadre d'entreprise dans la communication                             | Maire de Villiers-sur-Marne | Laurence Sandlarz               |
| Thierry Benoit              | Ille-et-Vilaine (6e)                   |  | UDI    | 1966               | Représentant de commerce                                             | Membre du Conseil général d'Ille-et-Vilaine Adjoint au maire de Lécousse                                                                         | Joseph Érard                    |
| Karine Berger               | Hautes-Alpes (1re)                     |  | SER    | 1973               | Économiste                                                           | Aucun | Christine Nivou                 |
| Sylvain Berrios             | Val-de-Marne (01re)                    |  | LR     | 1968               | fonctionnaire                                                        | Maire de Saint-Maur-des-Fossés | Laurence Bouchet-Coulon         |
| Chantal Berthelot           | Guyane (2e)                            |  | SER    | 1958               | Agricultrice                                                         | Aucun | Patrick Dechamp                 |
| Véronique Besse             | Vendée (4e)                            |  | NI     | 1965               | Journaliste                                                          | Membre du Conseil général de la Vendée | Antoine Chereau                 |
| Gisèle Biémouret            | Gers (2e)                              |  | SER    | 1952               | Assistante parlementaire                                             | Vice-président du Conseil général du Gers | Philippe Dupouy                 |
| Philippe Bies               | Bas-Rhin (2e)                          |  | SER    | 1964               |                                                                      | Adjoint au maire de Strasbourg Conseiller général du canton de Strasbourg-8                                                                      | Martine Castellon               |
| Erwann Binet                | Isère (8e)                             |  | SER    | 1972               | Fonctionnaire                                                        | Vice-président du Conseil général de l'Isère | Thierry Auboyer                 |
| Jean-Pierre Blazy           | Val-d'Oise (09e)                       |  | SER    | 1949               | Enseignant                                                           | Maire de Gonesse | Luc Broussy                     |
| Yves Blein                  | Rhône (14e)                            |  | SER    | 1954               | Cadre supérieur                                                      | Maire de Feyzin | Nora Othman                     |
| Jean-Luc Bleunven           | Finistère (3e)                         |  | SER    | 1958               | Agriculteur                                                          | Maire de Plabennec | Elyane Pallier                  |
| Patrick Bloche              | Paris (07e)                            |  | SER    | 1958               | Directeur commercial                                                 | Maire du 11e arrondissement de Paris | Michèle Blumenthal              |
| Alain Bocquet               | Nord (20e)                             |  | GDR    | 1946               | Éducateur spécialisé                                                 | Maire de Saint-Amand-les-Eaux | Serge Van Der Hoeven            |
| Daniel Boisserie            | Haute-Vienne (2e)                      |  | SER    | 1946               | Architecte                                                           | Maire de Saint-Yrieix-la-Perche | Annick Morizio                  |
| Jacques Bompard             | Vaucluse (4e)                          |  | NI     | 1943               | Dentiste                                                             | Maire d'Orange. Conseiller régional de Provence-Alpes-Côte d'Azur.                                                                               | Louis Driey                     |
| Michèle Bonneton            | Isère (9e)                             |  | NI     | 1947               | Retraitée                                                            | Aucun | Roland Revil                    |
| Marcel Bonnot               | Doubs (3e)                             |  | LR     | 1946               | Avocat                                                               | Membre du conseil régional de Franche-Comté | Magalie Lambert-Pretot          |
| Christophe Borgel           | Haute-Garonne (09e)                    |  | SER    | 1963               | Chef d'entreprise                                                    | Membre du conseil régional d'Île-de-France | Annie Vieu                      |
| Éric Bothorel               | Côtes-d'Armor (5e)                     |  | NI     | 1966               | Cadre du secteur privé                                               | Membre du conseil municipal de Paimpol |                                 |
| Jean-Claude Bouchet         | Vaucluse (2e)                          |  | LR     | 1957               | Entrepreneur                                                         | Maire de Cavaillon | Alexis Marchand                 |
| Florent Boudié              | Gironde (10e)                          |  | SER    | 1973               | Cadre                                                                | | Corinne Venayre                 |
| Marie-Odile Bouillé         | Loire-Atlantique (8e)                  |  | SER    | 1950               | Sage-femme                                                           | Vice-présidente de la Communauté d'agglomération de la Région Nazairienne et de l'Estuaire                                                       | David Samzun                    |
| Christophe Bouillon         | Seine-Maritime (05e)                   |  | SER    | 1969               | Fonctionnaire                                                        | Maire de Canteleu (14 701 hab.) Vice-président de la CREA chargé de l'action culturelle                                                          | Martine Blondel                 |
| Gilles Bourdouleix          | Maine-et-Loire (5e)                    |  | NI     | 1960               | Avocat                                                               | Maire de Cholet | François-Michel Soulard         |
| Brigitte Bourguignon        | Pas-de-Calais (06e)                    |  | SER    | 1959               | Fonctionnaire                                                        | Adjointe au maire de Boulogne-sur-Mer | Gérard Pecron                   |
| Malek Boutih                | Essonne (10e)                          |  | SER    | 1964               | Cadre supérieur                                                      | Aucun | David Derrouet                  |
| Kheira Bouziane             | Côte-d'Or (3e)                         |  | SER    | 1953               | Professeur                                                           | Adjointe au Maire de Quétigny | José Almeida                    |
| Valérie Boyer               | Bouches-du-Rhône (01re)                |  | LR     | 1962               | Cadre supérieur de la Sécurité sociale                               | Adjointe au maire de Marseille | Didier Zanini                   |
| Émeric Bréhier              | Seine-et-Marne (10e)                   |  | SER    | 1971               | Fonctionnaire                                                        | Adjoint au Maire de Chelles Membre de la communauté d'agglomération de Marne et Chantereine                                                      | Julie Gobert                    |
| Marine Brenier              | Alpes-Maritimes (5e)                   |  | LR     | 1986               | Juriste                                                              | Conseillère départementale Adjoint au maire de Nice                                                                                              | Christian Estrosi               |
| Xavier Breton               | Ain (1re)                              |  | LR     | 1962               | Cadre territorial                                                    | Conseiller municipal de Bourg-en-Bresse | Jean-Yves Flochon               |
| Philippe Briand             | Indre-et-Loire (5e)                    |  | LR     | 1960               | Chef d'entreprise                                                    | Maire de Saint-Cyr-sur-Loire | Nadine Saillet                  |
| Jean-Louis Bricout          | Aisne (3e)                             |  | SER    | 1957               | Assistant parlementaire                                              | Maire de Bohain-en-Vermandois | Thierry Thomas                  |
| Jean-Jacques Bridey         | Val-de-Marne (07e)                     |  | SER    | 1953               | Directeur technique dans un laboratoire photographique               | Membre du Conseil général du Val-de-Marne Maire de Fresnes                                                                                       | Yannick Piau                    |
| Bernard Brochand            | Alpes-Maritimes (8e)                   |  | LR     | 1938               | Retraité                                                             | Maire de Cannes | David Lisnard                   |
| Isabelle Bruneau            | Indre (2e)                             |  | SER    | 1966               | Enseignante                                                          | Adjointe au maire d'Issoudun | Jean-Claude Blin                |
| Marie-George Buffet         | Seine-Saint-Denis (04e)                |  | GDR    | 1949               | Fonctionnaire territoriale                                           | Conseillère municipale du Blanc-Mesnil | Azzédine Taïbi                  |
| Sabine Buis                 | Ardèche (3e)                           |  | SER    | 1970               | Professeur de l'enseignement secondaire                              | Membre du Conseil régional de Rhône-Alpes | Laurent Ughetto                 |
| Jean-Claude Buisine         | Somme (3e)                             |  | SER    | 1947               | Retraité                                                             | Maire de Hautvillers-Ouville (485hab.) Membre du Conseil général de la Somme                                                                     | Nathalie Poilly                 |
| Sylviane Bulteau            | Vendée (2e)                            |  | SER    | 1964               | Assistante sociale                                                   | Membre du conseil régional des Pays de la Loire Membre du Conseil général de la Vendée                                                           | Stéphane Ibarra                 |
| Vincent Burroni             | Bouches-du-Rhône (12e)                 |  | SER    | 1947               | Chimiste                                                             | Membre du Conseil général des Bouches-du-Rhône Maire de Châteauneuf-les-Martigues                                                                | Pascale Morbelli                |
| Dominique Bussereau         | Charente-Maritime (4e)                 |  | LR     | 1952               | Conseil en entreprises                                               | Président du Conseil général de la Charente-Maritime Maire de Saint-Georges-de-Didonne                                                           | Francis Savin                   |
| Alain Calmette              | Cantal (1re)                           |  | SER    | 1957               | Fonctionnaire de catégorie A                                         | Maire d'Aurillac Conseiller général du canton d'Aurillac 1 Vice-président de la Communauté d'agglomération du bassin d'Aurillac                  | Christian Rouzières             |
| Jean-Christophe Cambadélis  | Paris (16e)                            |  | SER    | 1951               | Conseiller en communication                                          | Aucun | François Dagnaud                |
| Jean-Jacques Candelier      | Nord (16e)                             |  | GDR    | 1945               | Fonctionnaire territorial                                            | Maire de Bruille-lez-Marchiennes | Jacques Michon                  |
| Colette Capdevielle         | Pyrénées-Atlantiques (5e)              |  | SER    | 1958               | Avocate                                                              | Aucun | Simon Piveteau                  |
| Yann Capet                  | Pas-de-Calais (07e)                    |  | SER    | 1975               | Fonctionnaire                                                        | Membre du conseil régional du Nord-Pas-de-Calais                                                                                                 | Olivier Majewicz                |
| Christophe Caresche         | Paris (18e)                            |  | SER    | 1960               | Chargé d'études                                                      | Aucun | Myriam El Khomri                |
| Marie-Arlette Carlotti      | Bouches-du-Rhône (05e)                 |  | SER    | 1952               | Cadre du secteur privé                                               | conseillère générale | Avi Assouly                     |
| Jean-Noël Carpentier        | Val-d'Oise (03e)                       |  | RRDP   | 1969               | Cadre                                                                | Maire de Montigny-lès-Cormeilles Vice-président de la communauté d'agglomération du Parisis                                                      | Garance Yayer                   |
| Olivier Carré               | Loiret (1re)                           |  | LR     | 1961               | Chef d’entreprise                                                    | 1er adjoint au maire d'Orléans | Shiva Chauvière                 |
| Gilles Carrez               | Val-de-Marne (05e)                     |  | LR     | 1948               | Haut fonctionnaire                                                   | Maire du Perreux-sur-Marne | Dominique Roblin                |
| Martine Carrillon-Couvreur  | Nièvre (1re)                           |  | SER    | 1948               | Directrice d'un institut médico-éducatif                             | Adjointe au maire de Nevers | Christophe Warnant              |
| Patrice Carvalho            | Oise (6e)                              |  | GDR    | 1952               | Auditeur                                                             | Vice-président du Conseil général de l'Oise Président de la communauté de communes des Deux Vallées Maire de Thourotte                           | Thierry Frau                    |
| Christophe Castaner         | Alpes-de-Haute-Provence (2e)           |  | SER    | 1966               | Juriste                                                              | Maire de Forcalquier Président de la communauté de communes du pays de Forcalquier et montagne de Lure                                           | Esther Baron                    |
| Laurent Cathala             | Val-de-Marne (02e)                     |  | SER    | 1945               | Cadre hospitalier                                                    | Maire de Créteil | Nadia Brahimi                   |
| Jean-Yves Caullet           | Yonne (2e)                             |  | SER    | 1957               | Ingénieur                                                            | Maire et conseiller général d'Avallon | Madeleine Raillard              |
| Christophe Cavard           | Gard (6e)                              |  | SER    | 1970               | Professeur EPS et éducateur social                                   | Vice-président du Conseil général du Gard | Sandra Solinski                 |
| Yves Censi                  | Aveyron (1re)                          |  | LR     | 1964               | Ingénieur-conseil                                                    | Aucun | André Raynal                    |
| Nathalie Chabanne           | Pyrénées-Atlantiques (2e)              |  | SER    | 1973               | Fonctionnaire                                                        | Aucun | Michel Minvielle                |
| Ary Chalus                  | Guadeloupe (3e)                        |  | RRDP   | 1961               | Agent technique                                                      | Maire de Baie-Mahault Vice-président du Conseil général de la Guadeloupe                                                                         | Sonia Taillepierre              |
| Guy Chambefort              | Allier (1re)                           |  | SER    | 1944               | Retraité de l'enseignement                                           | Maire d'Yzeure | Xavier Cadoret                  |
| Jean-Paul Chanteguet        | Indre (1re)                            |  | SER    | 1949               | Conseiller économique                                                | Maire du Blanc | Michel Sapin                    |
| Marie-Anne Chapdelaine      | Ille-et-Vilaine (1re)                  |  | SER    | 1962               | Informaticienne                                                      | Adjointe au maire de Rennes | Philippe Bonnin                 |
| Gérard Charasse             | Allier (3e)                            |  | RRDP   | 1944               | Inspecteur de l'enseignement technique retraité                      | Conseiller général du canton de Cusset-Sud | Michel Marien                   |
| Gaby Charroux               | Bouches-du-Rhône (13e)                 |  | GDR    | 1942               | Retraité                                                             | Maire de Martigues | Patricia Fernandez-Pédinielli   |
| Jérôme Chartier             | Val-d'Oise (07e)                       |  | LR     | 1966               | Consultant                                                           | Maire de Domont | Marcelle Cayrac                 |
| André Chassaigne            | Puy-de-Dôme (5e)                       |  | GDR    | 1950               | Principal de collège                                                 | Maire de Saint-Amant-Roche-Savine Membre du conseil régional d'Auvergne                                                                          | Éric Dubourgnoux                |
| Luc Chatel                  | Haute-Marne (1re)                      |  | LR     | 1964               | Directeur des ressources humaines                                    | Maire de Chaumont | Sophie Delong                   |
| Guy-Michel Chauveau         | Sarthe (3e)                            |  | SER    | 1944               | Professeur                                                           | Maire et conseiller général de La Flèche | Bruno Lecomte                   |
| Dominique Chauvel           | Seine-Maritime (10e)                   |  | NI     | 1958               |                                                                      | Maire de Sotteville-sur-Mer (367 hab.) Vice-Présidente du Conseil général de la Seine-Maritime Conseillère générale du canton de Fontaine-le-Dun | Francis Sénécal                 |
| Pascal Cherki               | Paris (11e)                            |  | SER    | 1966               | Avocat                                                               | Maire du 14e arrondissement de Paris | Élisabeth Guy-Dubois            |
| Gérard Cherpion             | Vosges (2e)                            |  | LR     | 1948               | Pharmacien                                                           | Membre du conseil régional de Lorraine | Roland Bedel                    |
| Guillaume Chevrollier       | Mayenne (2e)                           |  | LR     | 1974               | Directeur de programme immobilier                                    | Conseiller municipal de Château-Gontier | Catherine Dirson                |
| Alain Chrétien              | Haute-Saône (1re)                      |  | LR     | 1975               | Cadre                                                                | Maire de Vesoul Conseiller général du canton de Vesoul-Ouest Président de la communauté d'agglomération de Vesoul                                | Marie Breton                    |
| Jean-Louis Christ           | Haut-Rhin (2e)                         |  | LR     | 1951               | Chef d'entreprise                                                    | Maire de Ribeauvillé | Jacques Cattin                  |
| Dino Cinieri                | Loire (4e)                             |  | LR     | 1955               | Consultant en sécurité                                               | Aucun | Christiane Brun-Jarry           |
| Jean-David Ciot             | Bouches-du-Rhône (14e)                 |  | SER    | 1967               | Auditeur financier                                                   | Maire du Puy-Sainte-Réparade | Noëlle Ciccolini-Jouffret       |
| Éric Ciotti                 | Alpes-Maritimes (1re)                  |  | LR     | 1965               | Ancien directeur de cabinet                                          | Président du Conseil général des Alpes-Maritimes                                                                                                 | Auguste Vérola                  |
| Alain Claeys                | Vienne (1re)                           |  | SER    | 1948               | Enseignant                                                           | Maire de Poitiers | Nina Barriquault                |
| Jean-Michel Clément         | Vienne (3e)                            |  | SER    | 1954               | Avocat                                                               | Maire de Mauprévoir | Guy Gevaudan                    |
| Stéphane Claireaux          | Saint-Pierre-et-Miquelon (1re)         |  | RRDP   | 1964               | Attaché parlementaire                                                | | Annick Girardin,                |
| Marie-Françoise Clergeau    | Loire-Atlantique (2e)                  |  | SER    | 1948               | Retraitée                                                            | Conseillère municipale de Nantes Conseillère communautaire de Nantes Métropole                                                                   | Alain Robert                    |
| Philippe Cochet             | Rhône (05e)                            |  | LR     | 1961               | Gérant de société                                                    | Maire de Caluire-et-Cuire | Marie-Laure Bonnefoy            |
| Romain Colas                | Essonne (09e)                          |  | SER    | 1979               | Cadre territorial                                                    | Maire de Boussy-Saint-Antoine Conseiller général                                                                                                 | Thierry Mandon                  |
| Gilbert Collard             | Gard (2e)                              |  | NI     | 1948               | Avocat                                                               | Aucun | Évelyne Ruty                    |
| David Comet                 | Charente (1re)                         |  | SER    | 1973               | Assistant parlementaire                                              | | Martine Pinville                |
| Jean-François Copé          | Seine-et-Marne (6e)                    |  | LR     | 1964               | Administrateur civil et avocat                                       | | Nicolle Conan                   |
| Philip Cordery              | Français établis hors de France (04e)  |  | SER    | 1966               | Cadre                                                                | Aucun | Hélène Le Moing                 |
| François Cornut-Gentille    | Haute-Marne (2e)                       |  | LR     | 1958               | Cadre d'entreprise                                                   | Maire de Saint-Dizier | Étienne Marasi                  |
| Sergio Coronado             | Français établis hors de France (02e)  |  | NI     | 1970               | Profession rattachée à l'enseignement                                | Aucun | François Boucher                |
| Valérie Corre               | Loiret (6e)                            |  | SER    | 1967               | Cadre (entreprises publiques)                                        | Aucun | Christophe Lavialle             |
| Jean-Louis Costes           | Lot-et-Garonne (3e)                    |  | LR     | 1963               | Fonctionnaire territorial                                            | Maire de Fumel | Guillaume Lepers                |
| Jean-Jacques Cottel         | Pas-de-Calais (01re)                   |  | SER    | 1953               | Retraité                                                             | Membre du Conseil général du Pas-de-Calais Vice-président de la communauté de communes de la région de Bapaume Maire de Beaulencourt             | Henri Dejonghe                  |
| Charles de Courson          | Marne (5e)                             |  | UDI    | 1952               | Magistrat à la Cour des comptes                                      | Vice-président du Conseil général de la Marne Conseiller général du Canton d'Heiltz-le-Maurupt Maire de Vanault-les-Dames                        | Pascal Perrot                   |
| Édouard Courtial            | Oise (7e)                              |  | LR     | 1973               | Consultant                                                           | Maire d'Agnetz | Mme Dominique Le Sourd          |
| Catherine Coutelle          | Vienne (2e)                            |  | SER    | 1945               | Retraitée de l'enseignement                                          | Aucun | Philippe Brottier               |
| Jean-Michel Couve           | Var (4e)                               |  | LR     | 1940               | Cardiologue                                                          | Aucun | Annick Napoléon                 |
| Jacques Cresta              | Pyrénées-Orientales (1re)              |  | SER    | 1955               | Cadre                                                                | Membre du conseil régional de Languedoc-Roussillon                                                                                               | Jean Roque                      |
| Pascale Crozon              | Rhône (06e)                            |  | SER    | 1944               | Chargée de mission                                                   | Conseillère municipale de Villeurbanne | Loïc Chabrier                   |
| Frédéric Cuvillier          | Pas-de-Calais (05e)                    |  | SER    | 1968               | Professeur de faculté                                                | | Thérèse Guilbert                |
| Seybah Dagoma               | Paris (05e)                            |  | SER    | 1978               | Avocate                                                              | Maire-adjoint de Paris | Pierre Aidenbaum                |
| Marie-Christine Dalloz      | Jura (2e)                              |  | LR     | 1958               |                                                                      | Aucun | Clément Pernot                  |
| Karine Daniel               | Loire-Atlantique (3e)                  |  | SER    | 1974               | Économiste                                                           | | Jean-Michel Eon                 |
| Yves Daniel                 | Loire-Atlantique (6e)                  |  | SER    | 1954               | Agriculteur                                                          | Maire de Mouais | Paule Raitière                  |
| Olivier Dassault            | Oise (1re)                             |  | LR     | 1951               | Président de sociétés                                                | Aucun | Olivier Paccaud                 |
| Marc-Philippe Daubresse     | Nord (04e)                             |  | LR     | 1953               | Ingénieur                                                            | Maire de Lambersart | Jacques Houssin                 |
| Bernard Debré               | Paris (04e)                            |  | LR     | 1944               | Chirurgien                                                           | Conseiller de Paris | Fabienne Gasnier                |
| Jean-Pierre Decool          | Nord (14e)                             |  | LR     | 1952               | Professeur de Mathématiques                                          | Conseiller général du canton de Bourbourg Maire de Brouckerque                                                                                   | Paul Christophe                 |
| Bernard Deflesselles        | Bouches-du-Rhône (09e)                 |  | LR     | 1953               | Ingénieur                                                            | Membre du conseil régional de Provence-Alpes-Côte d'Azur                                                                                         | Patrick Boré                    |
| Laurent Degallaix           | Nord (21e)                             |  | UDI    | 1965               | Employé de banque                                                    | Maire de Valenciennes | Cécile Gallez                   |
| Lucien Degauchy             | Oise (5e)                              |  | LR     | 1937               | Horticulteur                                                         | Membre du Conseil général de l'Oise Président de la communauté de communes du canton d'Attichy Maire de Courtieux                                | Danielle Carlier                |
| Pascal Deguilhem            | Dordogne (1re)                         |  | SER    | 1956               | Professeur d’éducation physique et sportive                          | Vice-président du Conseil général de la Dordogne                                                                                                 | Marie Moulènes                  |
| Rémi Delatte                | Côte-d'Or (2e)                         |  | LR     | 1956               | Agriculteur                                                          | Maire de Saint-Apollinaire (Côte-d'Or) | Anne Erschens                   |
| Florence Delaunay           | Landes (1re)                           |  | SER    | 1956               | Fonctionnaire territoriale                                           | | Alain Vidalies                  |
| Michèle Delaunay            | Gironde (02e)                          |  | SER    | 1947               | Médecin                                                              | Conseillère municipale de Bordeaux | Vincent Feltesse                |
| Guy Delcourt                | Pas-de-Calais (03e)                    |  | SER    | 1956               | Retraité                                                             | Vice-président de la Communaupole de Lens-Liévin Maire de Lens                                                                                   | Frédérique Masson               |
| Carole Delga                | Haute-Garonne (08e)                    |  | SER    | 1971               | Fonctionnaire de catégorie A                                         | Maire de Martres-Tolosane, Haute-Garonne Présidente du conseil régional                                                                          | Joël Aviragnet                  |
| Jacques Dellerie            | Seine-Maritime (09e)                   |  | SER    | 1947               | Retraité du secteur privé                                            | Maire de Sandouville | Estelle Grelier                 |
| Pascal Demarthe             | Somme (1re)                            |  | SER    | 1956               | Professeur des écoles                                                | Conseiller général de la Somme | Pascale Boistard                |
| Stéphane Demilly            | Somme (5e)                             |  | UDI    | 1963               | Consultant                                                           | Maire d'Albert | Grégory Labille                 |
| Sébastien Denaja            | Hérault (7e)                           |  | SER    | 1979               | Professeur de faculté                                                | Aucun | Christine Guiraud-Guerre        |
| Françoise Descamps-Crosnier | Yvelines (08e)                         |  | SER    | 1955               | Juriste                                                              | Membre du conseil régional d'Île-de-France Maire de Rosny-sur-Seine                                                                              | Ramatoulaye Sall                |
| Jean-Louis Destans          | Eure (2e)                              |  | SER    | 1951               | Diplomate                                                            | Président du Conseil général de l'Eure | Élodie Desrues                  |
| Michel Destot               | Isère (3e)                             |  | SER    | 1946               | Ingénieur                                                            | Vice-président de la communauté d'agglomération Grenoble Alpes Métropole Maire de Grenoble                                                       | Olivier Noblecourt              |
| Patrick Devedjian           | Hauts-de-Seine (13e)                   |  | LR     | 1944               | Avocat                                                               | Président du Conseil général des Hauts-de-Seine                                                                                                  | Pénélope Fourcade-Fraissinet    |
| Nicolas Dhuicq              | Aube (1re)                             |  | LR     | 1960               | Psychiatre                                                           | Maire de Brienne-le-Château | Marc Sebeyran                   |
| Sophie Dion                 | Haute-Savoie (6e)                      |  | LR     | 1956               | Juriste                                                              | Maire-adjoint de Morzine, Conseillère régionale                                                                                                  | Jean-Louis Verdier              |
| Julien Dive                 | Aisne (2e)                             |  | LR     | 1985               | Chef de projet dans l'industrie                                      | Maire d'Itancourt | Marie-Laurence Maître           |
| Marc Dolez                  | Nord (17e)                             |  | GDR    | 1952               | Maître de conférences                                                | Aucun | Charles Beauchamp               |
| Fanny Dombre-Coste          | Hérault (3e)                           |  | SER    | 1956               | Artisan                                                              | Membre du conseil régional de Languedoc-Roussillon                                                                                               | Jean-Luc Bergeon                |
| Jean-Pierre Door            | Loiret (4e)                            |  | LR     | 1942               | Cardiologue                                                          | Maire de Montargis Conseiller régional | Frédéric Néraud                 |
| Dominique Dord              | Savoie (1re)                           |  | LR     | 1959               | Chef d'entreprise                                                    | Maire d'Aix-les-Bains | Claude Giroud                   |
| René Dosière                | Aisne (1re)                            |  | SER    | 1941               | Consultant international                                             | Aucun | Jean-Michel Wattier             |
| Philippe Doucet             | Val-d'Oise (05e)                       |  | SER    | 1961               | Cadre                                                                | Vice-président du Conseil général du Val-d'Oise Président de la communauté d'agglomération Argenteuil-Bezons Maire d'Argenteuil (Val-d'Oise)     | Nessrine Menhaouara             |
| Sandrine Doucet             | Gironde (01re)                         |  | SER    | 1959               | Professeur                                                           | Aucun | Pierre Catard                   |
| David Douillet              | Yvelines (12e)                         |  | LR     | 1969               | Consultant                                                           | Membre du conseil régional d'Île-de-France | Joël Regnault                   |
| Jeanine Dubié               | Hautes-Pyrénées (2e)                   |  | RRDP   | 1958               | Fonctionnaire de catégorie A                                         | Conseillère générale du canton de Galan | François Tabel                  |
| Françoise Dubois            | Sarthe (1re)                           |  | SER    | 1947               | Retraité de l'enseignement                                           | Aucun | Jean-Pierre Rossard             |
| Marianne Dubois             | Loiret (5e)                            |  | LR     | 1957               |                                                                      | Conseillère municipale de Neuville-aux-Bois | Pierre Bauchet                  |
| Virginie Duby-Muller        | Haute-Savoie (4e)                      |  | LR     | 1979               | Assistante parlementaire                                             | Conseillère municipale de Scionzier | Claude Birraux                  |
| Jean-Pierre Dufau           | Landes (2e)                            |  | SER    | 1943               | Retraité                                                             | Maire de Capbreton | Élisabeth Bonjean               |
| Cécile Duflot               | Paris (06e)                            |  | NI     | 1975               | Urbaniste                                                            | | Danièle Hoffman-Rispal          |
| Anne-Lise Dufour-Tonini     | Nord (19e)                             |  | SER    | 1970               | Chef d'établissement scolaire                                        | Maire de Denain | Jean-René Bihet                 |
| Françoise Dumas             | Gard (1re)                             |  | SER    | 1960               | Assistante sociale                                                   | Membre du conseil régional de Languedoc-Roussillon                                                                                               | Juan Antoine Martinez           |
| William Dumas               | Gard (5e)                              |  | SER    | 1942               | Retraité                                                             | Membre du Conseil général du Gard | Nelly Frontanau                 |
| Jean-Louis Dumont           | Meuse (2e)                             |  | SER    | 1944               | Enseignant                                                           | Conseiller municipal de Verdun | Marylène Gracia                 |
| Laurence Dumont             | Calvados (2e)                          |  | SER    | 1958               | Chargée d'études                                                     | Aucun | Christian Pielot                |
| Nicolas Dupont-Aignan       | Essonne (08e)                          |  | NI     | 1961               | Administrateur civil                                                 | Maire d'Yerres | Martine Sureau                  |
| Jean-Paul Dupré             | Aude (3e)                              |  | SER    | 1944               | Cadre bancaire retraité                                              | Maire de Limoux | Hélène Giral                    |
| Yves Durand                 | Nord (11e)                             |  | SER    | 1946               | Enseignant                                                           | Maire de Lomme | Catherine de Paris              |
| Philippe Duron              | Calvados (1re)                         |  | SER    | 1947               | Professeur agrégé d'Histoire                                         | Président de la communauté d'agglomération Caen la Mer Maire de Caen (depuis 2008)                                                               | Éric Veve                       |
| Olivier Dussopt             | Ardèche (2e)                           |  | SER    | 1978               | Assistant parlementaire                                              | Maire d'Annonay | Michèle Victory                 |
| Éric Elkouby                | Bas-Rhin (1re)                         |  | SER    | 1973               | Fonctionnaire territorial                                            | Membre du conseil départemental Membre du Conseil municipal de Strasbourg                                                                        | Laurence Noss                   |
| Sophie Errante              | Loire-Atlantique (10e)                 |  | SER    | 1971               | Chef d'entreprise                                                    | Maire de La Chapelle-Heulin | Christian Couturier             |
| Marie-Hélène Fabre          | Aude (2e)                              |  | SER    | 1951               | Assistante parlementaire                                             | Adjointe au maire de Narbonne | Bernard Tailhades               |
| Olivier Falorni             | Charente-Maritime (1re)                |  | RRDP   | 1972               | Enseignant                                                           | Membre du conseil régional de Poitou-Charentes                                                                                                   | Patricia Friou                  |
| Daniel Fasquelle            | Pas-de-Calais (04e)                    |  | LR     | 1963               | Professeur d'université                                              | Président de la Communauté de communes mer et terres d'Opale Maire du Touquet-Paris-Plage                                                        | Robert Thery                    |
| Alain Fauré                 | Ariège (2e)                            |  | SER    | 1962               | Chef d'entreprise                                                    | Maire des Pujols | Marie-Christine Denat-Pince     |
| Martine Faure               | Gironde (12e)                          |  | SER    | 1948               | Retraitée                                                            | Membre du Conseil municipal d'Aillas | Jean-Marie Darmian              |
| Olivier Faure               | Seine-et-Marne (11e)                   |  | SER    | 1968               | Cadre                                                                | Aucun | Marie-Line Pichery              |
| Yannick Favennec            | Mayenne (3e)                           |  | UDI    | 1958               | Directeur de cabinet                                                 | Conseiller régional des Pays de la Loire | Daniel Metairie                 |
| Georges Fenech              | Rhône (11e)                            |  | LR     | 1954               | Magistrat                                                            | Aucun | Renaud Pfeffer                  |
| Hervé Féron                 | Meurthe-et-Moselle (2e)                |  | SER    | 1956               | Homme de lettres                                                     | Maire de Tomblaine | Évelyne Gareaux                 |
| Richard Ferrand             | Finistère (6e)                         |  | SER    | 1962               | Cadre                                                                | Membre du conseil régional de Bretagne | Claire Mallejac                 |
| Aurélie Filippetti          | Moselle (1re)                          |  | SER    | 1973               | Enseignante et écrivain                                              | Membre du Conseil municipal de Metz | Gérard Terrier                  |
| François Fillon             | Paris (02e)                            |  | LR     | 1954               | Ancien Premier ministre                                              | Conseiller municipal de Solesmes | Mme Dominique Stoppa-Lyonnet    |
| Geneviève Fioraso           | Isère (1re)                            |  | SER    | 1954               | Cadre de direction                                                   | | Olivier Véran                   |
| Philippe Folliot            | Tarn (1re)                             |  | UDI    | 1963               | Directeur d'un organisme de financement du logement social           | Conseiller municipal de Castres | Gisèle Dedieu                   |
| Marie-Louise Fort           | Yonne (3e)                             |  | LR     | 1950               |                                                                      | Maire de Sens | Jean Marchand                   |
| Yves Foulon                 | Gironde (08e)                          |  | LR     | 1958               | Avocat                                                               | Vice-président de la communauté d'agglomération du Bassin d'Arcachon Sud Maire d'Arcachon                                                        | Philippe Perusat                |
| Hugues Fourage              | Vendée (5e)                            |  | SER    | 1965               | Directeur des ressources humaines                                    | Membre du conseil régional des Pays de la Loire Maire de Fontenay-le-Comte                                                                       | Daniel Ringeard                 |
| Jean-Marc Fournel           | Meurthe-et-Moselle (3e)                |  | SER    | 1958               | Retraité de la SNCF                                                  | | Christian Eckert                |
| Valérie Fourneyron          | Seine-Maritime (01re)                  |  | SER    | 1959               | Médecin                                                              | Conseillère municipale de Rouen | Pierre Léautey                  |
| Michèle Fournier-Armand     | Vaucluse (1re)                         |  | SER    | 1946               |                                                                      | Membre du Conseil général de Vaucluse | Isam Ifghallal                  |
| Michel Françaix             | Oise (3e)                              |  | SER    | 1943               | Consultant en communication                                          | Maire de Chambly | Jean-Claude Villemain           |
| Marc Francina               | Haute-Savoie (5e)                      |  | LR     | 1948               | Conseiller financier                                                 | Maire d'Évian-les-Bains | Marie-Christine Mocellin        |
| Christian Franqueville      | Vosges (4e)                            |  | SER    | 1949               | Attaché de direction                                                 | Maire de Bulgnéville | Christine Fromaigeat            |
| Jacqueline Fraysse          | Hauts-de-Seine (04e)                   |  | GDR    | 1947               | Cardiologue                                                          | Conseillère municipale de Nanterre | Rodolphe Balensi                |
| Jean-Christophe Fromantin   | Hauts-de-Seine (06e)                   |  | NI     | 1962               | Chef d'entreprise                                                    | Maire de Neuilly-sur-Seine | Sylvie Cancelloni               |
| Yves Fromion                | Cher (1re)                             |  | LR     | 1941               | Sous-préfet                                                          | Maire d'Aubigny-sur-Nère | Véronique Fenoll                |
| Jean-Claude Fruteau         | Réunion (5e)                           |  | SER    | 1947               | Enseignant                                                           | Maire de Saint-Benoît | Léopoldine Settama              |
| Laurent Furst               | Bas-Rhin (6e)                          |  | LR     | 1965               | Directeur d'hôpital                                                  | Maire de Molsheim | Éveline Hazemann                |
| Jean-Louis Gagnaire         | Loire (2e)                             |  | SER    | 1956               | Enseignant                                                           | Conseiller régional de Rhône-Alpes | Christine Cauet                 |
| Geneviève Gaillard          | Deux-Sèvres (1re)                      |  | SER    | 1947               | Vétérinaire                                                          | Maire de Niort | Alain Piveteau                  |
| Yann Galut                  | Cher (3e)                              |  | SER    | 1966               | Avocat                                                               | Vice-président du Conseil général du Cher | Janine Bernardet                |
| Claude de Ganay             | Loiret (3e)                            |  | LR     | 1953               | Cadre de la fonction publique territoriale                           | Maire de Dampierre-en-Burly Vice-président du Conseil général                                                                                    | Nadine Quaix                    |
| Sauveur Gandolfi-Scheit     | Haute-Corse (1re)                      |  | LR     | 1947               | Médecin                                                              | Maire de Biguglia | Jean-Michel Canazzi             |
| Guillaume Garot             | Mayenne (1re)                          |  | SER    | 1966               | Cadre administratif                                                  | Conseiller municipal de Laval | Sylvie Pichot                   |
| Renaud Gauquelin            | Rhône (7e)                             |  | SER    | 1954               | Médecin généraliste                                                  | Conseiller municipal de Rillieux-la-Pape | Hélène Geoffroy                 |
| Hervé Gaymard               | Savoie (2e)                            |  | LR     | 1960               | Haut fonctionnaire                                                   | Président du Conseil général de la Savoie | Vincent Rolland                 |
| Annie Genevard              | Doubs (5e)                             |  | LR     | 1956               | Enseignante                                                          | Maire de Morteau Conseillère régionale | Éric Liégeon                    |
| Guy Geoffroy                | Seine-et-Marne (09e)                   |  | LR     | 1949               | Proviseur                                                            | Maire de Combs-la-Ville | Patricia Chauvet                |
| Bernard Gérard              | Nord (09e)                             |  | LR     | 1953               | Avocat                                                               | Maire de Marcq-en-Barœul | Brigitte Lherbier               |
| Jean-Marc Germain           | Hauts-de-Seine (12e)                   |  | SER    | 1966               | Fonctionnaire au ministère de l'Économie et des Finances             | Aucun | Martine Gouriet                 |
| Alain Gest                  | Somme (4e)                             |  | LR     | 1950               | Consultant                                                           | Aucun | Pierre Boulanger                |
| Paul Giacobbi               | Haute-Corse (2e)                       |  | RRDP   | 1957               | Fonctionnaire                                                        | Président du Conseil exécutif de l'Assemblée de Corse                                                                                            | Joseph Castelli                 |
| Daniel Gibbs                | Saint-Martin/Saint-Barthélemy (1re)    |  | LR     | 1968               | Notaire                                                              | Conseiller territorial de Saint-Martin | Karine Miot                     |
| Franck Gilard               | Eure (5e)                              |  | LR     | 1950               | Consultant                                                           | Aucun | Sébastien Lecornu               |
| Jean-Patrick Gille          | Indre-et-Loire (1re)                   |  | SER    | 1962               | Chargé de mission                                                    | Conseiller municipal de Tours | Florence Benoit                 |
| Georges Ginesta             | Var (5e)                               |  | LR     | 1942               | Ingénieur                                                            | Maire de Saint-Raphaël | Pierre Boule                    |
| Charles Ange Ginésy         | Alpes-Maritimes (2e)                   |  | LR     | 1956               | Chef d'entreprise                                                    | Conseiller général du canton de Guillaumes Maire de Péone Président de la communauté de communes de Cians Var                                    | Danièle Tubiana                 |
| Jean-Pierre Giran           | Var (3e)                               |  | LR     | 1947               | Professeur des universités en sciences économiques                   | Conseiller municipal de Hyères | Jean-Louis Masson               |
| Joël Giraud                 | Hautes-Alpes (2e)                      |  | RRDP   | 1959               | Administrateur civil                                                 | Vice-président du conseil régional de Provence-Alpes-Côte d'Azur Maire de L'Argentière-la-Bessée                                                 | Claire Bouchet                  |
| Jean Glavany                | Hautes-Pyrénées (1re)                  |  | SER    | 1949               | Préfet                                                               | Conseiller général du canton d'Aureilhan | Isabelle Vaquié                 |
| Yves Goasdoué               | Orne (3e)                              |  | SER    | 1959               | Fonctionnaire                                                        | Membre du Conseil général de l'Orne Président de la communauté d'agglomération du pays de Flers Maire de Flers                                   | Isabelle Boscher                |
| Claude Goasguen             | Paris (14e)                            |  | LR     | 1945               | Avocat                                                               | Maire du 16e arrondissement de Paris | Danièle Giazzi                  |
| Daniel Goldberg             | Seine-Saint-Denis (10e)                |  | SER    | 1965               | Maître de conférences                                                | Conseiller municipal de La Courneuve | Sylvine Thomassin               |
| Philippe Gomès              | Nouvelle-Calédonie (2e)                |  | UDI    | 1958               | Fonctionnaire territorial                                            | Membre du gouvernement de la Nouvelle-Calédonie                                                                                                  | Gérard Poadja                   |
| Jean-Pierre Gorges          | Eure-et-Loir (1re)                     |  | LR     | 1953               | Directeur informatique                                               | Président de la communauté d'agglomération Chartres métropole Maire de Chartres                                                                  | Mireille Eloy                   |
| Geneviève Gosselin          | Manche (4e)                            |  | SER    | 1954               |                                                                      | | Bernard Cazeneuve               |
| Philippe Gosselin           | Manche (1re)                           |  | LR     | 1966               | Maître de conférences à Sciences Po                                  | Maire de Remilly-sur-Lozon | Françoise Mounier               |
| Pascale Got                 | Gironde (05e)                          |  | SER    | 1961               | Journaliste                                                          | Membre du Conseil général de la Gironde | Jean-Jacques Corsan             |
| Marc Goua                   | Maine-et-Loire (2e)                    |  | SER    | 1940               | Retraité                                                             | Maire de Trélazé | Stella Dupont                   |
| Philippe Goujon             | Paris (12e)                            |  | LR     | 1954               | Cadre                                                                | Maire du 15e arrondissement de Paris | Claire de Clermont-Tonnerre     |
| Linda Gourjade              | Tarn (3e)                              |  | SER    | 1962               | Fonctionnaire de catégorie A                                         | Aucun | Christian Cayla                 |
| Laurent Grandguillaume      | Côte-d'Or (1re)                        |  | SER    | 1978               | Fonctionnaire                                                        | Membre du conseil général de la Côte-d'Or | Céline Maglica                  |
| Claude Greff                | Indre-et-Loire (2e)                    |  | LR     | 1954               | Infirmière                                                           | Aucun | Jean-Pierre Gaschet             |
| Jean Grellier               | Deux-Sèvres (3e)                       |  | SER    | 1947               | Dirigeant d'entreprise (SCOP)                                        | Aucun | Bernard Paineau                 |
| Arlette Grosskost           | Haut-Rhin (5e)                         |  | LR     | 1953               | Avocate                                                              | Vice-présidente du conseil régional d'Alsace | Olivier Becht                   |
| Serge Grouard               | Loiret (2e)                            |  | LR     | 1959               | Administrateur civil                                                 | Maire d'Orléans | Nicole Pinsard                  |
| Henri Guaino                | Yvelines (03e)                         |  | LR     | 1957               | Haut fonctionnaire                                                   | Aucun | Véronique Cote-Millard          |
| Françoise Guégot            | Seine-Maritime (02e)                   |  | LR     | 1962               | Consultante en informatique                                          | Conseillère municipale de Mont-Saint-Aignan | Patrick Chauvet                 |
| Édith Gueugneau             | Saône-et-Loire (2e)                    |  | SER    | 1953               | Salarié du secteur médical                                           | Conseillère régionale de Bourgogne | Christian Bonnot                |
| Jean-Claude Guibal          | Alpes-Maritimes (4e)                   |  | LR     | 1941               | Ancien dirigeant d'organisations professionnelles                    | Maire de Menton Vice-Président de la Communauté d'agglomération de la Riviera française                                                          | Xavier Beck                     |
| Élisabeth Guigou            | Seine-Saint-Denis (06e)                |  | SER    | 1946               | Administratrice civile                                               | Aucun | Bertrand Kern                   |
| Jean-Jacques Guillet        | Hauts-de-Seine (08e)                   |  | LR     | 1946               | Chef d'entreprise                                                    | Maire de Chaville | Virginie Lanlo                  |
| Christophe Guilloteau       | Rhône (10e)                            |  | LR     | 1958               | Assistant parlementaire                                              | Conseiller général du canton de Saint-Genis-Laval                                                                                                | Étienne Fillot                  |
| Chantal Guittet             | Finistère (5e)                         |  | SER    | 1955               | Retraitée                                                            | Adjointe au maire du Relecq-Kerhuon | Guy Mordret                     |
| David Habib                 | Pyrénées-Atlantiques (3e)              |  | SER    | 1961               | Cadre                                                                | Maire de Mourenx | David Duizidou                  |
| Meyer Habib                 | Français établis hors de France (08e)  |  | UDI    | 1961               | homme d'affaires                                                     | Aucun | Éric Véron                      |
| Razzy Hammadi               | Seine-Saint-Denis (07e)                |  | SER    | 1979               | Conseil en urbanisme et aménagement                                  | Aucun | Émilie Trigo                    |
| Benoît Hamon                | Yvelines (11e)                         |  | SER    | 1967               | Directeur de société                                                 | Membre du conseil régional | Jean-Philippe Mallé             |
| Mathieu Hanotin             | Seine-Saint-Denis (02e)                |  | SER    | 1978               | Cadre dans une collectivité territoriale                             | Conseiller général du canton de Saint-Denis-Sud                                                                                                  | Michel Fourcade                 |
| Michel Heinrich             | Vosges (1re)                           |  | LR     | 1946               | Pharmacien                                                           | Maire d'Épinal | Colette Marchal                 |
| Michel Herbillon            | Val-de-Marne (08e)                     |  | LR     | 1951               | Cadre supérieur                                                      | Maire de Maisons-Alfort | Jean-Marie Brétillon            |
| Antoine Herth               | Bas-Rhin (5e)                          |  | LR     | 1963               | Agriculteur                                                          | Conseiller régional et vice-président de la région Alsace                                                                                        | Monique Jung                    |
| Patrick Hetzel              | Bas-Rhin (7e)                          |  | LR     | 1964               | Professeur de faculté                                                | Aucun | Laurent Burckel                 |
| Francis Hillmeyer           | Haut-Rhin (6e)                         |  | UDI    | 1946               | Journaliste                                                          | Maire de Pfastatt | Martine Laemlin                 |
| Gilda Hobert                | Rhône (01re)                           |  | RRDP   | 1948               | Animatrice                                                           | Conseillère municipale de Lyon | Thierry Braillard               |
| Philippe Houillon           | Val-d'Oise (01re)                      |  | LR     | 1951               | Avocat                                                               | Maire de Pontoise | Marc Giroud                     |
| Guénhaël Huet               | Manche (2e)                            |  | LR     | 1956               | Fonctionnaire                                                        | Maire d'Avranches | Jean-Paul Launay                |
| Joëlle Huillier             | Isère (10e)                            |  | SER    | 1951               | Retraitée                                                            | Membre du Conseil municipal de Villefontaine | Pascal Payen                    |
| Christian Hutin             | Nord (13e)                             |  | SER    | 1961               | Médecin généraliste                                                  | Maire délégué de Saint-Pol-sur-Mer | Joëlle Crockey                  |
| Sébastien Huyghe            | Nord (05e)                             |  | LR     | 1969               | Notaire                                                              | Aucun | Philippe Waymel                 |
| Monique Iborra              | Haute-Garonne (06e)                    |  | SER    | 1945               | Sage-femme                                                           | Vice-président du Conseil régional de Midi-Pyrénées Conseillère municipale de Muret                                                              | Alain Mila                      |
| Françoise Imbert            | Haute-Garonne (05e)                    |  | SER    | 1947               | Administratrice civile, chef de cabinet                              | Conseillère régionale de Midi-Pyrénées | Michel Portes                   |
| Michel Issindou             | Isère (2e)                             |  | SER    | 1952               | Cadre de la fonction publique                                        | Vice-présidente de la communauté d'agglomération Grenoble Alpes Métropole Maire de Gières                                                        | Stéphanie Abrial                |
| Christian Jacob             | Seine-et-Marne (4e)                    |  | LR     | 1959               | Agriculteur                                                          | Président de la communauté de communes du Provinois Maire de Provins                                                                             | Ghislain Bray                   |
| Denis Jacquat               | Moselle (2e)                           |  | LR     | 1944               | Retraité                                                             | Membre du Conseil général de la Moselle | Jean François                   |
| Éric Jalton                 | Guadeloupe (1re)                       |  | SER    | 1961               | Dentiste                                                             | Maire des Abymes | Georges Hermin                  |
| Serge Janquin               | Pas-de-Calais (10e)                    |  | SER    | 1943               | Enseignant                                                           | Membre du Conseil municipal de Bruay-la-Buissière                                                                                                | Nadine Lefebvre                 |
| Yves Jégo                   | Seine-et-Marne (3e)                    |  | UDI    | 1961               | Consultant en ressources humaines                                    | Maire de Montereau-Fault-Yonne | Jean-Louis Thiériot             |
| Henri Jibrayel              | Bouches-du-Rhône (07e)                 |  | SER    | 1951               | Retraité                                                             | Membre du Conseil général des Bouches-du-Rhône                                                                                                   | Annie Avanessian                |
| Romain Joron                | Somme (2e)                             |  | SER    | 1968               |                                                                      | | Barbara Pompili                 |
| Régis Juanico               | Loire (1re)                            |  | SER    | 1972               | Fonctionnaire territorial                                            | Conseiller général du canton de Saint-Étienne-Nord-Est-1                                                                                         | Arlette Bernard                 |
| Laurent Kalinowski          | Moselle (6e)                           |  | SER    | 1955               | Retraité                                                             | Maire de Forbach | Jean-Christophe Kinnel          |
| Marietta Karamanli          | Sarthe (2e)                            |  | SER    | 1964               | Professeur                                                           | Adjointe au maire du Mans Conseillère générale du \|canton du Mans-Nord-Ouest                                                                    | Jean-Luc Fontaine               |
| Philippe Kemel              | Pas-de-Calais (11e)                    |  | SER    | 1948               | Enseignant                                                           | Vice-président du conseil régional du Nord-Pas-de-Calais Maire de Carvin                                                                         | Christian Musia                 |
| Christian Kert              | Bouches-du-Rhône (11e)                 |  | LR     | 1946               | Cadre administratif                                                  | Conseiller municipal de Salon-de-Provence | Monique Bouvet                  |
| Chaynesse Khirouni          | Meurthe-et-Moselle (1re)               |  | SER    | 1968               | Responsable de formation                                             | Membre du Conseil municipal de Nancy Membre de la communauté urbaine du Grand Nancy                                                              | Jean-Paul Monin                 |
| Nathalie Kosciusko-Morizet  | Essonne (04e)                          |  | LR     | 1973               | Ingénieur                                                            | Maire de Longjumeau | Guy Malherbe                    |
| Jacques Kossowski           | Hauts-de-Seine (03e)                   |  | LR     | 1940               | Dirigeant d'entreprise                                               | Maire de Courbevoie | Anne-Christine Jauffret         |
| Jacques Krabal              | Aisne (5e)                             |  | RRDP   | 1948               | Retraité de l'enseignement                                           | Maire de Château-Thierry Conseiller général du canton de Château-Thierry                                                                         | Jean-Claude Pruski              |
| Patrick Labaune             | Drôme (1re)                            |  | LR     | 1951               | Retraité                                                             | Membre du conseil régional de Rhône-Alpes | Marlène Mourier                 |
| Bernadette Laclais          | Savoie (4e)                            |  | SER    | 1967               | Cadre territorial                                                    | Maire de Chambéry Vice-présidente du Conseil régional de Rhône-Alpes                                                                             | Jean-Pierre Burdin              |
| Valérie Lacroute            | Seine-et-Marne (2e)                    |  | LR     | 1965               | Consultante                                                          | Maire de Nemours | Didier Julia                    |
| Conchita Lacuey             | Gironde (04e)                          |  | SER    | 1943               | Comptable                                                            | Membre de la communauté urbaine de Bordeaux Maire de Floirac                                                                                     | Alain David                     |
| Marc Laffineur              | Maine-et-Loire (7e)                    |  | LR     | 1945               | Médecin                                                              | Maire d'Avrillé | Joseph Bossé                    |
| Jean-Christophe Lagarde     | Seine-Saint-Denis (05e)                |  | UDI    | 1967               | Assistant de direction                                               | Maire de Drancy | Leïla Bouzidi                   |
| Sonia Lagarde               | Nouvelle-Calédonie (1re)               |  | UDI    | 1948               | Commerçante                                                          | Conseillère provinciale du Sud et du Congrès | Hélène Iekawé                   |
| François-Michel Lambert     | Bouches-du-Rhône (10e)                 |  | SER    | 1966               | Consultant                                                           | Membre du Conseil municipal de Gardanne | Catherine Roman                 |
| Jérôme Lambert              | Charente (3e)                          |  | RRDP   | 1957               | Cadre de l'industrie                                                 | Aucun | Michel Buisson                  |
| Jacques Lamblin             | Meurthe-et-Moselle (4e)                |  | LR     | 1952               | Vétérinaire                                                          | Maire de Lunéville | Thibault Bazin                  |
| Jean-François Lamour        | Paris (13e)                            |  | LR     | 1956               | Kinésithérapeute                                                     | Conseiller de Paris | Sylvie Ceyrac                   |
| François Lamy               | Essonne (06e)                          |  | SER    | 1959               | Instituteur                                                          | Conseiller municipal de Palaiseau | Jérôme Guedj                    |
| Anne-Christine Lang         | Paris (09e)                            |  | SER    | 1961               | Fonctionnaire                                                        | Conseillère de Paris | Jean-Marie Le Guen              |
| Colette Langlade            | Dordogne (3e)                          |  | SER    | 1956               | Professeur                                                           | Conseillère municipale de Thiviers Vice-présidente du Conseil général de la Dordogne                                                             | Didier Bazinet                  |
| Guillaume Larrivé           | Yonne (1re)                            |  | LR     | 1977               | Maître des requêtes au Conseil d'État                                | Conseiller régional de Bourgogne | Michèle Bourhis                 |
| Laure de La Raudière        | Eure-et-Loir (3e)                      |  | LR     | 1965               | Chef d'entreprise                                                    | Membre du conseil régional du Centre Vice-présidente de la communauté de communes du Pays Courvillois Maire de Saint-Denis-des-Puits             | Éric Gerard                     |
| Jean Lassalle               | Pyrénées-Atlantiques (4e)              |  | NI     | 1955               | Technicien agricole                                                  | Conseiller général du canton d'Accous Maire de Lourdios-Ichère                                                                                   | Barthélémy Aguerre              |
| Jean Launay                 | Lot (2e)                               |  | SER    | 1952               | Inspecteur du Trésor public                                          | Maire de Bretenoux. | Marie Molina                    |
| Jean-Luc Laurent            | Val-de-Marne (10e)                     |  | SER    | 1957               | Assistant parlementaire                                              | Maire du Kremlin-Bicêtre | Sandrine Bernard                |
| Charles de La Verpillière   | Ain (2e)                               |  | LR     | 1954               | Conseiller d'État                                                    | Conseiller général du canton de Lagnieu | Brigitte Cormorèche             |
| Thierry Lazaro              | Nord (06e)                             |  | LR     | 1960               | Chargé de communication                                              | Maire de Phalempin | Jean-Luc Detavernier            |
| Alain Lebœuf                | Vendée (1re)                           |  | LR     | 1964               | Chef d'établissement scolaire                                        | Membre du Conseil général de la Vendée | Serge Rondeau                   |
| Marylise Lebranchu          | Finistère (4e)                         |  | SER    | 1947               |                                                                      | | Gwenegan Bui                    |
| Pierre-Yves Le Borgn'       | Français établis hors de France (07e)  |  | SER    | 1964               | Cadre-dirigeant d’une société de fabrication de panneaux solaires    | Aucun | Pascale Seux                    |
| Jean-Yves Le Bouillonnec    | Val-de-Marne (11e)                     |  | SER    | 1950               | Avocat                                                               | Maire de Cachan | Christine Revault-d'Allonnes    |
| Patrick Lebreton            | Réunion (4e)                           |  | NI     | 1963               | Secrétaire administratif                                             | Maire de Saint-Joseph | Virgine Gobalou                 |
| Gilbert Le Bris             | Finistère (8e)                         |  | SER    | 1949               | Commerçant                                                           | Aucun | Anne Maréchal                   |
| Isabelle Le Callennec       | Ille-et-Vilaine (5e)                   |  | LR     | 1966               | Cadre                                                                | Membre du Conseil général d'Ille-et-Vilaine | Jean-Claude Blouin              |
| Anne-Yvonne Le Dain         | Hérault (2e)                           |  | SER    | 1955               | Cadre supérieur                                                      | Membre du conseil régional de Languedoc-Roussillon                                                                                               | Philippe Saurel                 |
| Jean-Yves Le Déaut          | Meurthe-et-Moselle (6e)                |  | SER    | 1945               | Retraité                                                             | Membre du conseil régional de Lorraine | Julien Vaillant                 |
| Viviane Le Dissez           | Côtes-d'Armor (2e)                     |  | SER    | 1959               | Retraité                                                             | Vice-présidente de la communauté de communes de Plancoët Val d'Arguenon Maire de Plancoët                                                        | Raymond Armange                 |
| Vincent Ledoux              | Nord (10e)                             |  | LR     | 1966               | Enseignant                                                           | Maire de Roncq | Gustave Dassonville             |
| Michel Lefait               | Pas-de-Calais (08e)                    |  | SER    | 1946               | Enseignant                                                           | Vice-président du Conseil général du Pas-de-Calais                                                                                               | Micheline Dautriche             |
| Dominique Lefebvre          | Val-d'Oise (10e)                       |  | SER    | 1956               | Conseiller Maître à la Cour des Comptes                              | Maire de Cergy Président de la communauté d'agglomération de Cergy-Pontoise                                                                      | Céline Pina                     |
| Frédéric Lefebvre           | Français établis hors de France (01re) |  | LR     | 1963               | avocat                                                               | Aucun | Olivier Piton                   |
| Marc Le Fur                 | Côtes-d'Armor (3e)                     |  | LR     | 1956               | Sous-préfet                                                          | Membre du Conseil général des Côtes-d'Armor | Stéphane de Sallier Dupin       |
| Annie Le Houérou            | Côtes-d'Armor (4e)                     |  | SER    | 1960               | Fonctionnaire                                                        | Membre du Conseil général des Côtes-d'Armor Maire de Guingamp                                                                                    | Alain Guéguen                   |
| Pierre Lellouche            | Paris (01re)                           |  | LR     | 1951               | Avocat                                                               | Conseiller de Paris | Jean-François Legaret           |
| Annick Le Loch              | Finistère (7e)                         |  | SER    | 1954               | Commerçante                                                          | Aucun | Paul Guéguen                    |
| Axelle Lemaire              | Français établis hors de France (03e)  |  | SER    | 1974               | Juriste                                                              | Aucun | Christophe Premat               |
| Bruno Le Maire              | Eure (1re)                             |  | LR     | 1969               | Haut fonctionnaire                                                   | Membre du Conseil municipal d'Évreux Conseiller régional                                                                                         | Guy Lefrand                     |
| Patrick Lemasle             | Haute-Garonne (07e)                    |  | SER    | 1952               | Exploitant agricole                                                  | Adjoint au maire de Montesquieu-Volvestre Conseiller général de la Haute-Garonne                                                                 | Cécile Ha Minh Tu               |
| Dominique Le Mèner          | Sarthe (5e)                            |  | LR     | 1958               | Juriste                                                              | Vice-président du Conseil général de la Sarthe                                                                                                   | Jean-Carles Grelier             |
| Catherine Lemorton          | Haute-Garonne (01re)                   |  | SER    | 1961               | Pharmacienne                                                         | Aucun | Pascal Boureau                  |
| Christophe Léonard          | Ardennes (2e)                          |  | SER    | 1971               | Fonctionnaire territorial                                            | Conseiller général du canton de Charleville-Centre                                                                                               | Claudine Roger                  |
| Jean Leonetti               | Alpes-Maritimes (7e)                   |  | LR     | 1948               | Médecin cardiologue                                                  | Président de la communauté d'agglomération de Sophia Antipolis Maire d'Antibes                                                                   | Michel Rossi                    |
| Annick Lepetit              | Paris (03e)                            |  | SER    | 1958               | Cadre                                                                | Maire-adjoint de Paris | Gauthier Vantieghem             |
| Pierre Lequiller            | Yvelines (04e)                         |  | LR     | 1949               | Cadre                                                                | Vice-président du Conseil général des Yvelines                                                                                                   | Ghislain Fournier               |
| Philippe Le Ray             | Morbihan (2e)                          |  | LR     | 1968               | Agriculteur-propriétaire exploitant                                  | Conseiller général du canton d'Auray | Marie-Christine Le Quer         |
| Jean-Pierre Le Roch         | Morbihan (3e)                          |  | SER    | 1946               | Retraité de l'enseignement                                           | Vice-président du conseil régional de Bretagne Maire de Pontivy                                                                                  | Annaïg Le Falher                |
| Bruno Le Roux               | Seine-Saint-Denis (01re)               |  | SER    | 1965               |                                                                      | | Yannick Trigance                |
| Arnaud Leroy                | Français établis hors de France (05e)  |  | SER    | 1976               | Fonctionnaire de l'Agence européenne pour la sécurité maritime       | Aucun | Soledad Margareto               |
| Marie-Thérèse Le Roy        | Finistère (1re)                        |  | SER    | 1953               |                                                                      | | Jean-Jacques Urvoas             |
| Maurice Leroy               | Loir-et-Cher (3e)                      |  | UDI    | 1959               | Économiste                                                           | Président du Conseil général de Loir-et-Cher | Pascal Brindeau                 |
| Michel Lesage               | Côtes-d'Armor (1re)                    |  | SER    | 1952               | Économiste                                                           | Président de la communauté d'agglomération de Saint-Brieuc Maire de Langueux                                                                     | Monique Lucas                   |
| Bernard Lesterlin           | Allier (2e)                            |  | SER    | 1949               | Administrateur civil                                                 | Aucun | Nicolas Brien                   |
| Serge Letchimy              | Martinique (3e)                        |  | SER    | 1953               | Urbaniste                                                            | Président du Conseil régional de la Martinique                                                                                                   | Didier Laguerre                 |
| Céleste Lett                | Moselle (5e)                           |  | LR     | 1951               | Cadre hospitalier                                                    | Maire de Sarreguemines | Alex Staub                      |
| Marie Le Vern               | Seine-Maritime (06e)                   |  | SER    | 1983               | Chargée de mission                                                   | Conseillère départementale | —                               |
| Geneviève Levy              | Var (1re)                              |  | LR     | 1948               | Experte foncier et commercial                                        | Première adjointe au Maire de Toulon Membre de la Communauté d'agglomération Toulon Provence Méditerranée                                        | Émilien Leoni                   |
| Michel Liebgott             | Moselle (8e)                           |  | SER    | 1958               | Inspecteur des affaires sanitaires et sociales                       | Maire de Fameck | Jacky Aliventi                  |
| Martine Lignières-Cassou    | Pyrénées-Atlantiques (1re)             |  | SER    | 1952               | Fonctionnaire                                                        | Maire de Pau | Didier Larrieu                  |
| Audrey Linkenheld           | Nord (02e)                             |  | SER    | 1973               | Cadre territorial                                                    | Adjoint au maire de Lille | Didier Manier                   |
| François Loncle             | Eure (4e)                              |  | SER    | 1941               | Journaliste                                                          | Aucun | Bruno Questel                   |
| Gabrielle Louis-Carabin     | Guadeloupe (2e)                        |  | SER    | 1948               | Retraitée                                                            | Conseiller régional Maire du Moule | Christian Baptiste              |
| Lucette Lousteau            | Lot-et-Garonne (1re)                   |  | SER    | 1948               | Assistante de direction                                              | Conseillère régionale de la région Aquitaine | Olivier Campan                  |
| Véronique Louwagie          | Orne (2e)                              |  | LR     | 1961               | Expert comptable                                                     | Membre du conseil régional de Basse-Normandie Membre du Conseil général de l'Orne                                                                | Vincent Segouin                 |
| Monique Lubin               | Landes (3e)                            |  | SER    | 1963               |                                                                      | | —                               |
| Lionnel Luca                | Alpes-Maritimes (6e)                   |  | LR     | 1954               | Professeur d’histoire-géographie                                     | Conseiller général du canton de Cagnes-sur-Mer-Ouest                                                                                             | Marie-France Corvest            |
| Victorin Lurel              | Guadeloupe (4e)                        |  | SER    | 1951               | Fonctionnaire territorial                                            | Président du conseil régional de la Guadeloupe                                                                                                   | Hélène Vainqueur-Christophe     |
| Gilles Lurton               | Ille-et-Vilaine (7e)                   |  | LR     | 1963               | Cadre                                                                | Membre du Conseil général d'Ille-et-Vilaine Adjoint au maire de Saint-Malo                                                                       | Jean-Luc Bourgeaux              |
| Jean-Pierre Maggi           | Bouches-du-Rhône (08e)                 |  | RRDP   | 1944               |                                                                      | Vice-président du Conseil général des Bouches-du-Rhône Maire de Velaux                                                                           | —                               |
| Noël Mamère                 | Gironde (03e)                          |  | NI     | 1948               | Journaliste                                                          | Maire de Bègles | Naïma Charaï                    |
| Jean-François Mancel        | Oise (2e)                              |  | LR     | 1948               | Administrateur civil                                                 | Membre du Conseil général de l'Oise Président de la communauté de communes du pays de Thelle                                                     | Nadège Lefebvre                 |
| Jacqueline Maquet           | Pas-de-Calais (02e)                    |  | SER    | 1949               | Directrice de mission                                                | Membre du conseil régional du Nord-Pas-de-Calais                                                                                                 | Bertrand Alexandre              |
| Laurent Marcangeli          | Corse-du-Sud (1re)                     |  | LR     | 1980               | Avocat                                                               | Conseiller général du Canton d'Ajaccio 1 | Jean-Jacques Ferrara            |
| Marie-Lou Marcel            | Aveyron (2e)                           |  | SER    | 1953               | Responsable des Ressources humaines                                  | Vice-présidente du conseil régional de Midi-Pyrénées                                                                                             | Fabrice Veysseyre               |
| Marion Maréchal-Le Pen      | Vaucluse (3e)                          |  | NI     | 1989               | Étudiante                                                            | Aucun | Hervé de Lépinau                |
| Thierry Mariani             | Français établis hors de France (11e)  |  | LR     | 1958               | Cadre                                                                | Conseiller régional de Provence-Alpes-Côte d'Azur                                                                                                | Catya Martin                    |
| Alfred Marie-Jeanne         | Martinique (1re)                       |  | GDR    | 1936               | Professeur de mathématiques                                          | Aucun | Virginie Mian                   |
| Hervé Mariton               | Drôme (3e)                             |  | LR     | 1958               | Ingénieur                                                            | Maire de Crest | Fabien Limonta                  |
| Alain Marleix               | Cantal (2e)                            |  | LR     | 1946               | Ancien journaliste                                                   | Conseiller général du canton de Massiac | Jean-Yves Bony                  |
| Olivier Marleix             | Eure-et-Loir (2e)                      |  | LR     | 1971               | Fonctionnaire                                                        | Membre du Conseil général d'Eure-et-Loir Maire d'Anet                                                                                            | Christelle Minard               |
| Franck Marlin               | Essonne (2e)                           |  | LR     | 1964               |                                                                      | Maire d'Étampes | Bernard Bouley                  |
| Jean-René Marsac            | Ille-et-Vilaine (4e)                   |  | SER    | 1954               | Cadre                                                                | Aucun | Rozenn Geffroy                  |
| Alain Marsaud               | Français établis hors de France (10e)  |  | LR     | 1949               | Magistrat                                                            | Conseiller général du canton de Limoges-Centre                                                                                                   | Fabienne Blineau                |
| Philippe Martin             | Gers (1re)                             |  | SER    | 1953               | Préfet                                                               | Président du Conseil général du Gers | Franck Montaugé                 |
| Philippe Martin             | Marne (3e)                             |  | LR     | 1949               | Viticulteur                                                          | Adjoint au maire de Cumières | Colette Pasquet                 |
| Martine Martinel            | Haute-Garonne (04e)                    |  | SER    | 1953               | Enseignante                                                          | Conseillère générale de la Haute-Garonne Conseillère municipale de Toulouse                                                                      | Jean-Louis Llorca               |
| Patrice Martin-Lalande      | Loir-et-Cher (2e)                      |  | LR     | 1947               | Cadre administratif                                                  | Membre du Conseil général de Loir-et-Cher | Hélène Langlais                 |
| Alain Marty                 | Moselle (4e)                           |  | LR     | 1946               | Gynécologue obstétricien                                             | Maire de Sarrebourg | Claude Bitte                    |
| Frédérique Massat           | Ariège (1re)                           |  | SER    | 1964               | Fonctionnaire territoriale                                           | Adjointe au maire de Foix | Alain Durand                    |
| Véronique Massonneau        | Vienne (4e)                            |  | SER    | 1959               | Employée de banque                                                   | Aucun | Pierre Lantier                  |
| Jean-Claude Mathis          | Aube (2e)                              |  | LR     | 1939               | Directeur de société                                                 | Vice-président du Conseil général de l'Aube Maire des Riceys                                                                                     | Alain Balland                   |
| Sandrine Mazetier           | Paris (08e)                            |  | SER    | 1966               | Directrice de communication                                          | Conseillère de Paris | Catherine Baratti-Elbaz         |
| François de Mazières        | Yvelines (01re)                        |  | LR     | 1960               | Haut fonctionnaire                                                   | Maire de Versailles | Suzanne Blanc                   |
| Michel Ménard               | Loire-Atlantique (5e)                  |  | SER    | 1961               | Enseignant                                                           | Vice-président du Conseil général de la Loire-Atlantique                                                                                         | Elsa Régent-Pennuen             |
| Patrick Mennucci            | Bouches-du-Rhône (04e)                 |  | SER    | 1955               | Cadre                                                                | Conseiller municipal de Marseille | Nassera Benmarnia               |
| Gérard Menuel               | Aube (03e)                             |  | LR     | 1952               | Ancien agriculteur                                                   | Adjoint au maire de Troyes Vice-président de la communauté d'agglomération Troyenne                                                              | Annie Rousseau                  |
| Damien Meslot               | Territoire de Belfort (1re)            |  | LR     | 1964               | Cadre                                                                | Membre du conseil régional de Franche-Comté Membre du Conseil général du Territoire de Belfort                                                   | Cédric Perrin                   |
| Kléber Mesquida             | Hérault (5e)                           |  | SER    | 1945               | Ingénieur                                                            | Vice-président du Conseil général de l'Hérault Maire de Saint-Pons-de-Thomières                                                                  | Marie Passieux                  |
| Philippe Meunier            | Rhône (13e)                            |  | LR     | 1966               | Directeur de cabinet (collectivité territoriale)                     | Conseiller régional de Rhône-Alpes | Christiane Guicherd             |
| Jean-Claude Mignon          | Seine-et-Marne (1re)                   |  | LR     | 1950               | Retraité                                                             | Maire de Dammarie-lès-Lys | Gérard Millet                   |
| Paul Molac                  | Morbihan (4e)                          |  | SER    | 1962               | Professeur d'histoire-géographie                                     | Aucun | Régine Le Viavant               |
| Pierre Morange              | Yvelines (06e)                         |  | LR     | 1956               | Médecin                                                              | Maire de Chambourcy | Anne Gommier                    |
| Yannick Moreau              | Vendée (3e)                            |  | LR     | 1975               | Chargé de mission                                                    | Maire d'Olonne-sur-Mer | Marietta Trichet                |
| Pierre Morel-A-L'Huissier   | Lozère (1re)                           |  | LR     | 1958               | Avocat                                                               | Membre du Conseil général de la Lozère Maire de Fournels                                                                                         | Sabine Dalle                    |
| Hervé Morin                 | Eure (3e)                              |  | UDI    | 1961               | Administrateur à l'Assemblée nationale                               | Membre du Conseil général de l'Eure Président de la communauté de communes du canton de Cormeilles Maire d'Épaignes                              | Marc Vampa                      |
| Alain Moyne-Bressand        | Isère (6e)                             |  | LR     | 1945               | Chef d'entreprise                                                    | Membre du Conseil général de l'Isère Maire de Crémieu                                                                                            | Sylvia Allagnat                 |
| Pierre-Alain Muet           | Rhône (02e)                            |  | SER    | 1945               | Inspecteur général des finances honoraire                            | Aucun | Thérèse Rabatel                 |
| Jacques Myard               | Yvelines (05e)                         |  | LR     | 1947               | Conseiller des affaires étrangères                                   | Maire de Maisons-Laffitte | Dominique Aknine                |
| Dominique Nachury           | Rhône (04e)                            |  | LR     | 1951               | Juriste                                                              | Conseillère générale du canton de Lyon-VII | Pierre Bérat                    |
| Philippe Naillet            | Réunion (1re)                          |  | SER    | 1960               | Inspecteur assurance-vie                                             | Conseiller municipal de Saint-Denis | Ericka Bareigts                 |
| Philippe Nauche             | Corrèze (2e)                           |  | SER    | 1957               | Médecin anesthésiste-réanimateur                                     | Maire de Brive-la-Gaillarde | Shamira Kasri                   |
| Yves Nicolin                | Loire (5e)                             |  | LR     | 1963               | Avocat                                                               | Conseiller municipal de Roanne | Coltilde Robin                  |
| Nathalie Nieson             | Drôme (4e)                             |  | SER    | 1969               | Comptable                                                            | Membre du conseil régional de Rhône-Alpes Maire de Bourg-de-Péage                                                                                | Alain Genthon                   |
| Jean-Philippe Nilor         | Martinique (4e)                        |  | GDR    | 1965               | Collaborateur parlementaire                                          | Conseiller général du Canton de Sainte-Luce Conseiller régional                                                                                  | Stéphanie Norca                 |
| Philippe Noguès             | Morbihan (6e)                          |  | NI     | 1955               | Cadre commercial                                                     | Adjoint au maire d'Inzinzac-Lochrist | Anne Troalen                    |
| Robert Olive                | Pyrénées-Orientales (3e)               |  | SER    | 1950               | Médecin                                                              | Maire de Saint-Féliu-d'Amont | Ségolène Neuville               |
| Maud Olivier                | Essonne (05e)                          |  | SER    | 1953               | Cadre                                                                | Conseillère générale du canton des Ulis | David Ros                       |
| Patrick Ollier              | Hauts-de-Seine (07e)                   |  | LR     | 1944               | Cadre de société                                                     | Maire de Rueil-Malmaison | Éric Berdoati                   |
| Dominique Orliac            | Lot (1re)                              |  | RRDP   | 1952               | Médecin ophtalmologue                                                | Aucun | Bernard Choulet                 |
| Monique Orphé               | Réunion (6e)                           |  | SER    | 1964               | Directrice d'école                                                   | Conseillère régionale | Christian Annette               |
| Michel Pajon                | Seine-Saint-Denis (03e)                |  | SER    | 1949               | Maître de conférences                                                | Maire de Noisy-le-Grand | Emmanuel Constant               |
| Bertrand Pancher            | Meuse (1re)                            |  | UDI    | 1958               | Directeur du développement                                           | Aucun | Françoise Hastings              |
| Luce Pane                   | Seine-Maritime (03e)                   |  | SER    | 1955               | Éducatrice Spécialisée                                               | 1re Adjointe au Maire de Sotteville-lès-Rouen Conseillère générale du canton de Sotteville-lès-Rouen Ouest                                       | Frédéric Sanchez                |
| George Pau-Langevin         | Paris (15e)                            |  | SER    | 1948               | Avocat honoraire                                                     | | Fanélie Carrey-Conte            |
| Christian Paul              | Nièvre (2e)                            |  | SER    | 1960               | Administrateur civil                                                 | Conseiller municipal de Lormes 1er vice-président du conseil régional de Bourgogne                                                               | Stéphane Bénédit                |
| Rémi Pauvros                | Nord (03e)                             |  | SER    | 1952               | Animateur socioculturel                                              | Maire de Maubeuge Vice-président du Conseil général du Nord                                                                                      | Sandrine Herbin                 |
| Germinal Peiro              | Dordogne (4e)                          |  | SER    | 1953               | Instituteur                                                          | Maire de Castelnaud-la-Chapelle (1983-2014) Président du Conseil général de la Dordogne depuis 2015                                              | Nathalie Manet-Carbonnière      |
| Jacques Pélissard           | Jura (1re)                             |  | LR     | 1946               | Avocat                                                               | Maire de Lons-le-Saunier Président de la Communauté d'agglomération de Lons-le-Saunier                                                           | Christelle Morbois              |
| Hervé Pellois               | Morbihan (1re)                         |  | SER    | 1951               | Cadre supérieur                                                      | Conseiller général du Canton de Vannes-Est Maire de Saint-Avé                                                                                    | Anne Phelippo-Nicolas           |
| Jean-Claude Perez           | Aude (1re)                             |  | SER    | 1964               | Secrétaire de mairie                                                 | Maire de Carcassonne | Tamara Rivel                    |
| Stéphanie Pernod-Beaudon    | Ain (3e)                               |  | LR     | 1978               | Professeur                                                           | Vice-présidente du Conseil régional d'Auvergne-Rhône-Alpes                                                                                       | Jean-Yves Hedon                 |
| Bernard Perrut              | Rhône (09e)                            |  | LR     | 1957               | Avocat                                                               | Maire de Villefranche-sur-Saône | Chantal Pegaz                   |
| Édouard Philippe            | Seine-Maritime (07e)                   |  | LR     | 1970               | Avocat                                                               | Maire du Havre (177 259 hab.) Président de la CODAH Conseiller général du canton du Havre                                                        | Jean-Louis Rousselin            |
| Sébastien Pietrasanta       | Hauts-de-Seine (02e)                   |  | SER    | 1977               | Professeur de lettres-histoire                                       | Maire d'Asnières-sur-Seine | Chantal Barthélémy-Ruiz         |
| Sylvia Pinel                | Tarn-et-Garonne (2e)                   |  | RRDP   | 1977               | Collaborateur de cabinet                                             | | Jacques Moignard                |
| Christine Pirès-Beaune      | Puy-de-Dôme (2e)                       |  | SER    | 1964               | Fonctionnaire de catégorie A                                         | Membre du conseil municipal de Volvic | Laurent Dumas                   |
| Michel Piron                | Maine-et-Loire (4e)                    |  | UDI    | 1943               | Chef d'entreprise                                                    | Membre du Conseil général de Maine-et-Loire | Éric Touron                     |
| Philippe Plisson            | Gironde (11e)                          |  | SER    | 1951               | Retraité                                                             | Membre du Conseil général de la Gironde Président de la communauté de communes de l'Estuaire Maire de Saint-Caprais-de-Blaye                     | Philippe Sapaly                 |
| Élisabeth Pochon            | Seine-Saint-Denis (08e)                |  | SER    | 1955               | Conseillère principale d'éducation                                   | Conseillère municipale de Villemomble | Raphaël Bouton                  |
| Jean-Frédéric Poisson       | Yvelines (10e)                         |  | LR     | 1963               | Chef d'entreprise                                                    | Membre du Conseil municipal de Rambouillet Président de la communauté de communes Plaines et Forêts d'Yveline                                    | Josyane Gorgibus                |
| Bérengère Poletti           | Ardennes (1re)                         |  | LR     | 1959               | Sage-femme                                                           | Conseillère régionale de Champagne-Ardenne | Renaud Averly                   |
| Napole Polutélé             | Wallis-et-Futuna (1re)                 |  | SER    | 1965               | Professeur d'histoire-géographie                                     | Conseiller territorial de Wallis-et-Futuna |                                 |
| Axel Poniatowski            | Val-d'Oise (02e)                       |  | LR     | 1951               | Directeur de société                                                 | Président de la communauté de communes de la Vallée de l'Oise et des Trois Forêts Maire de L'Isle-Adam                                           | Nathalie Brahami                |
| Josette Pons                | Var (6e)                               |  | LR     | 1947               |                                                                      | Conseiller général du Canton du Beausset | Didier Bremond                  |
| Pascal Popelin              | Seine-Saint-Denis (12e)                |  | SER    | 1967               | Fonctionnaire territorial                                            | Conseiller général du canton de Livry-Gargan | Christelle Lebigot-Dilain       |
| Dominique Potier            | Meurthe-et-Moselle (5e)                |  | SER    | 1964               | Agriculteur                                                          | Maire de Lay-Saint-Remy | Martine Huot-Marchand           |
| Michel Pouzol               | Essonne (03e)                          |  | SER    | 1962               | Cadre supérieur                                                      | Conseiller général du canton de Brétigny-sur-Orge Conseiller municipal de Brétigny-sur-Orge                                                      | Maryvonne Bocquet               |
| Régine Povéda               | Lot-et-Garonne (2e)                    |  | SER    | 1957               | Fonctionnaire territoriale                                           | Maire de Meilhan-sur-Garonne | Matthias Fekl                   |
| Patrice Prat                | Gard (3e)                              |  | NI     | 1965               | Autre profession libérale                                            | Membre du Conseil général du Gard Maire de Laudun-l'Ardoise                                                                                      | Catherine Eysseric              |
| Christophe Priou            | Loire-Atlantique (7e)                  |  | LR     | 1958               | Cadre                                                                | Maire de Guérande | Bernard Clouet                  |
| Joaquim Pueyo               | Orne (1re)                             |  | SER    | 1950               | Retraité                                                             | Membre du Conseil général de l'Orne Président de la communauté urbaine d'Alençon Maire d'Alençon                                                 | Chantal Jourdan                 |
| François Pupponi            | Val-d'Oise (08e)                       |  | SER    | 1962               | Administrateur des Finances publiques adjoint                        | Maire de Sarcelles | Hussein Mokhtari                |
| Didier Quentin              | Charente-Maritime (5e)                 |  | LR     | 1946               | Ministre plénipotentiaire                                            | Maire de Royan | Jean-Paul Peyry                 |
| Catherine Quéré             | Charente-Maritime (3e)                 |  | SER    | 1948               | Viticultrice                                                         | Membre du conseil régional de Poitou-Charentes                                                                                                   | James Rouger                    |
| Valérie Rabault             | Tarn-et-Garonne (1re)                  |  | SER    | 1973               | Économiste                                                           | Aucun | Roland Garrigues                |
| Monique Rabin               | Loire-Atlantique (9e)                  |  | SER    | 1954               | Cadre de la fonction publique territoriale                           | Maire de Saint-Philbert-de-Grand-Lieu | Pascal Pras                     |
| Dominique Raimbourg         | Loire-Atlantique (4e)                  |  | SER    | 1950               | Avocat                                                               | Conseiller municipal de Saint-Sébastien-sur-Loire Conseiller communautaire de Nantes Métropole                                                   | Michèle Gressus                 |
| Marie Récalde               | Gironde (06e)                          |  | SER    | 1965               | Urbaniste                                                            | Vice-présidente du Conseil général de la Gironde                                                                                                 | Serge Lamaison                  |
| Frédéric Reiss              | Bas-Rhin (8e)                          |  | LR     | 1949               | Agrégé de mathématiques                                              | Maire de Niederbronn-les-Bains | Jean Weisbecker                 |
| Jean-Luc Reitzer            | Haut-Rhin (3e)                         |  | LR     | 1951               | Cadre                                                                | Président de la communauté de communes d'Altkirch Maire d'Altkirch                                                                               | Pascale Schmidiger              |
| Marie-Line Reynaud          | Charente (2e)                          |  | SER    | 1954               | Conseillère technique au centre d'information des droits de la femme | Aucun | Jean-Michel Tamagna             |
| Bernard Reynès              | Bouches-du-Rhône (15e)                 |  | LR     | 1953               | Chirurgien-dentiste                                                  | Vice-président de la communauté d'agglomération Rhône Alpilles Durance Maire de Châteaurenard                                                    | Michèle Cannone                 |
| Franck Reynier              | Drôme (2e)                             |  | UDI    | 1965               | Informaticien                                                        | Président de la communauté d'agglomération Montélimar-Sésame Maire de Montélimar                                                                 | Françoise Chazal                |
| Pierre Ribeaud              | Isère (5e)                             |  | SER    | 1955               |                                                                      | Conseiller départemental | François Brottes                |
| Arnaud Richard              | Yvelines (07e)                         |  | UDI    | 1971               | Responsable de relations institutionnelles                           | Membre du Conseil municipal de Meulan | Catherine Arenou                |
| Franck Riester              | Seine-et-Marne (5e)                    |  | LR     | 1974               | Chef d'entreprise                                                    | Maire de Coulommiers | Marie-Pierre Badré              |
| Eduardo Rihan Cypel         | Seine-et-Marne (8e)                    |  | SER    | 1975               | Cadre                                                                | Membre du Conseil municipal de Torcy Conseiller régional Membre du syndicat d'agglomération nouvelle du Val-Maubuée                              | Isabelle Cros                   |
| Thierry Robert              | Réunion (7e)                           |  | RRDP   | 1977               | Chef d'entreprise                                                    | Maire de Saint-Leu, vice-président du Conseil général de La Réunion                                                                              | Geneviève Sevagamy              |
| Denys Robiliard             | Loir-et-Cher (1re)                     |  | SER    | 1960               | Avocat                                                               | Adjoint au maire de Blois | Béatrice Amosse                 |
| Arnaud Robinet              | Marne (1re)                            |  | LR     | 1975               | Maître de conférences-Praticien hospitalier                          | Conseiller général du canton de Reims-6 | Véronique Marchet               |
| Camille de Rocca Serra      | Corse-du-Sud (2e)                      |  | LR     | 1954               |                                                                      | Membre de l'Assemblée de Corse | Nathalie Ruggeri                |
| François Rochebloine        | Loire (3e)                             |  | UDI    | 1945               | Directeur commercial                                                 | Aucun | Laurence Bussière               |
| Alain Rodet                 | Haute-Vienne (1re)                     |  | SER    | 1944               | Économiste                                                           | Maire de Limoges | Gérard Audouze                  |
| Marcel Rogemont             | Ille-et-Vilaine (8e)                   |  | SER    | 1948               | Cadre                                                                | Membre du Conseil général d'Ille-et-Vilaine | Armelle Billard                 |
| Sophie Rohfritsch           | Bas-Rhin (4e)                          |  | LR     | 1962               | Juriste                                                              | Conseillère régionale d'Alsace Maire de Lampertheim                                                                                              | Yves Bur                        |
| Frédéric Roig               | Hérault (4e)                           |  | SER    | 1969               | Permanent politique                                                  | Membre du Conseil général de l'Hérault Maire de Pégairolles-de-l'Escalette                                                                       | Laure Tondon                    |
| Barbara Romagnan            | Doubs (1re)                            |  | SER    | 1974               | Enseignante                                                          | | Gérard Galliot                  |
| Bernard Roman               | Nord (01re)                            |  | SER    | 1952               | Avocat Administrateur territorial                                    | Vice-président du conseil régional du Nord-Pas-de-Calais                                                                                         | Marie-Christine Staniec-Wavrant |
| Gwendal Rouillard           | Morbihan (5e)                          |  | SER    | 1976               | Cadre du public                                                      | Conseiller municipal de Lorient | Dominique Cany                  |
| Jean-Louis Roumégas         | Hérault (1re)                          |  | NI     | 1962               | Enseignant                                                           | Membre du Conseil municipal de Montpellier | Aurélie Mexandeau               |
| René Rouquet                | Val-de-Marne (09e)                     |  | SER    | 1946               | Électro-mécanicien                                                   | Maire d'Alfortville | Manuel Bougeard                 |
| Alain Rousset               | Gironde (07e)                          |  | SER    | 1951               | Cadre                                                                | Président du conseil régional d'Aquitaine | Bernard Garrigou                |
| François de Rugy            | Loire-Atlantique (01re)                |  | SER    | 1973               | Assistant parlementaire                                              | Conseiller municipal d'Orvault Conseiller communautaire de Nantes Métropole                                                                      | Pascal Bolo                     |
| Martial Saddier             | Haute-Savoie (3e)                      |  | LR     | 1969               | Technicien agricole                                                  | Maire de Bonneville | Isabelle Villard                |
| Maina Sage                  | Polynésie française (1re)              |  | UDI    | 1975               |                                                                      | Conseillère de l'Assemblée de la Polynésie française                                                                                             | Édouard Fritch                  |
| Boinali Saïd                | Mayotte (1re)                          |  | SER    | 1960               | Directeur d'école                                                    | Aucun | Zaïna Assani                    |
| Stéphane Saint-André        | Pas-de-Calais (09e)                    |  | RRDP   | 1964               | Contractuel dans la fonction publique territoriale                   | Maire de Béthune | Annie Van Cortenbosch           |
| Paul Salen                  | Loire (6e)                             |  | LR     | 1949               | Retraité                                                             | Vice-président du Conseil général de la Loire Conseiller général du canton de Saint-Galmier                                                      | Michelle Decombe                |
| Rudy Salles                 | Alpes-Maritimes (3e)                   |  | UDI    | 1954               | Avocat                                                               | Adjoint au maire de Nice | Lauriano Azinheirinha           |
| Nicolas Sansu               | Cher (2e)                              |  | GDR    | 1968               | Permanent politique                                                  | Vice-président du Conseil général du Cher Maire de Vierzon                                                                                       | Jean-Michel Guérineau           |
| Béatrice Santais            | Savoie (3e)                            |  | SER    | 1964               | Cadre territorial                                                    | Maire de Montmélian | François Chemin                 |
| André Santini               | Hauts-de-Seine (10e)                   |  | UDI    | 1940               | Maître de conférences                                                | Maire d'Issy-les-Moulineaux | Françoise Saimpert              |
| Éva Sas                     | Essonne (07e)                          |  | NI     | 1970               | Cadre supérieur                                                      | Aucun | Nicolas Gonnot                  |
| Odile Saugues               | Puy-de-Dôme (1re)                      |  | SER    | 1943               | Retraitée                                                            | Membre du conseil municipal de Clermont-Ferrand                                                                                                  | Bertrand Pasciuto               |
| François Sauvadet           | Côte-d'Or (4e)                         |  | UDI    | 1953               | Journaliste                                                          | Président du conseil général de la Côte-d'Or | Charles Barriere                |
| Gilbert Sauvan              | Alpes-de-Haute-Provence (1re)          |  | SER    | 1956               | Technicien territorial au Conseil général des Alpes-Maritimes        | Conseiller municipal de Castellane Président du conseil général des Alpes-de-Haute-Provence                                                      | Patricia Granet Brunello        |
| Gilles Savary               | Gironde (09e)                          |  | SER    | 1954               | Consultant                                                           | Vice-président du Conseil général de la Gironde                                                                                                  | Laurence Harribey               |
| François Scellier           | Val-d'Oise (06e)                       |  | LR     | 1936               | Retraité                                                             | Membre du Conseil général du Val-d'Oise | Philippe Sueur                  |
| Claudine Schmid             | Français établis hors de France (06e)  |  | LR     | 1955               | Experte auprès des écoles de langue française                        | Présidente de l'Union des Français de Suisse | Sébastien Brack                 |
| André Schneider             | Bas-Rhin (3e)                          |  | LR     | 1947               | Principal de collège en retraite                                     | Aucun | Georges Schuler                 |
| Roger-Gérard Schwartzenberg | Val-de-Marne (03e)                     |  | RRDP   | 1943               | Professeur d'université                                              | Aucun | Régis Charbonnier               |
| Gérard Sebaoun              | Val-d'Oise (04e)                       |  | SER    | 1950               | Médecin                                                              | Membre du Conseil municipal de Franconville | Mathias Trogrlic                |
| Jean-Marie Sermier          | Jura (3e)                              |  | LR     | 1961               | Viticulteur                                                          | Membre du Conseil général de Jura Maire de Cramans                                                                                               | Jean-Pascal Fichere             |
| Gabriel Serville            | Guyane (1re)                           |  | GDR    | 1959               | Enseignant                                                           | Aucun | Katia Bechet                    |
| Fernand Siré                | Pyrénées-Orientales (2e)               |  | LR     | 1945               | Retraité                                                             | Maire de Saint-Laurent-de-la-Salanque | Christine Llorens               |
| Christophe Sirugue          | Saône-et-Loire (5e)                    |  | SER    | 1966               | Cadre supérieur                                                      | Maire de Chalon-sur-Saône | Didier Mathus                   |
| Thierry Solère              | Hauts-de-Seine (09e)                   |  | LR     | 1971               | Conseil en stratégie d'entreprise                                    | Conseiller général du canton de Boulogne-Billancourt-Nord-Ouest                                                                                  | Catherine Klein                 |
| Julie Sommaruga             | Hauts-de-Seine (11e)                   |  | SER    | 1975               | Employée                                                             | Maire-adjoint de Bagneux | Joaquim Timoteo                 |
| Michel Sordi                | Haut-Rhin (4e)                         |  | LR     | 1953               | Cadre                                                                | Président de la communauté de communes de Cernay et environs Maire de Cernay                                                                     | Annick Lutenbacher              |
| Éric Straumann              | Haut-Rhin (1re)                        |  | LR     | 1964               | Professeur agrégé                                                    | Membre du Conseil général de Haut-Rhin Vice-président de la communauté d'agglomération de Colmar Maire de Houssen                                | Brigitte Klinkert               |
| Claude Sturni               | Bas-Rhin (9e)                          |  | LR     | 1962               |                                                                      | Maire d'Haguenau Conseiller régional d'Alsace | Denis Riedinger                 |
| Alain Suguenot              | Côte-d'Or (5e)                         |  | LR     | 1951               | Avocat                                                               | Maire de Beaune | Hubert Poullot                  |
| Michèle Tabarot             | Alpes-Maritimes (9e)                   |  | LR     | 1962               | Chef d'entreprise                                                    | Maire du Cannet | Christophe Chalier              |
| Jonas Tahuaitu              | Polynésie française (2e)               |  | LR     | 1944               | Fonctionnaire                                                        | Aucun | Marcel Tuihani Jr.              |
| Suzanne Tallard             | Charente-Maritime (2e)                 |  | SER    | 1943               | Retraitée                                                            | Maire d'Aytré | Rémi Letrou                     |
| Lionel Tardy                | Haute-Savoie (2e)                      |  | LR     | 1966               | Chef d'entreprise                                                    | Aucun | Françoise Camusso               |
| Jean-Charles Taugourdeau    | Maine-et-Loire (3e)                    |  | LR     | 1953               | Chef d'entreprise                                                    | Maire de Beaufort-en-Vallée | Élisabeth Marquet               |
| Guy Teissier                | Bouches-du-Rhône (06e)                 |  | LR     | 1945               | Administrateur de biens                                              | Maire du cinquième secteur de Marseille | Lionel Royer-Perreaut           |
| Pascal Terrasse             | Ardèche (1re)                          |  | SER    | 1964               | Directeur de maison de retraite                                      | Président du Conseil général de l'Ardèche | Hervé Saulignac                 |
| Michel Terrot               | Rhône (12e)                            |  | LR     | 1948               | Avocat                                                               | Conseiller municipal d'Oullins | Isabel Santos Malsch            |
| Jean-Marie Tétart           | Yvelines (09e)                         |  | LR     | 1949               | Haut fonctionnaire                                                   | Membre du Conseil général des Yvelines Maire d'Houdan                                                                                            | Michel Obry                     |
| Pascal Thévenot             | Yvelines (02e)                         |  | LR     | 1966               | Chef d'entreprise                                                    | Maire de Vélizy-Villacoublay | Yves Vandewalle                 |
| Thomas Thévenoud            | Saône-et-Loire (1re)                   |  | NI     | 1974               | Cadre des collectivités locales                                      | Vice-président du Conseil général de Saône-et-Loire                                                                                              | Nicole Clement                  |
| Dominique Tian              | Bouches-du-Rhône (02e)                 |  | LR     | 1959               | Gérant de sociétés                                                   | Maire du quatrième secteur de Marseille | Richard Miron                   |
| Sylvie Tolmont              | Sarthe (4e)                            |  | SER    | 1962               | Responsable communication                                            | Adjointe au maire de Fay | Stéphane Le Foll                |
| Jean-Louis Touraine         | Rhône (03e)                            |  | SER    | 1945               | Professeur de médecine                                               | Premier adjoint au maire de Lyon | Sarah Peillon                   |
| Alain Tourret               | Calvados (6e)                          |  | RRDP   | 1947               | Avocat                                                               | Vice-président du conseil régional de Basse-Normandie Maire de Moult                                                                             | Annie Bihel                     |
| Stéphane Travert            | Manche (3e)                            |  | SER    | 1969               | Cadre commercial                                                     | Conseiller régional de Basse-Normandie | Delphine Fournier               |
| Catherine Troallic          | Seine-Maritime (08e)                   |  | SER    | 1974               | Fonctionnaire territoriale                                           | Conseillère municipale du Havre Conseillère régionale de Haute-Normandie                                                                         | Matthieu Brasse                 |
| Jean-Paul Tuaiva            | Polynésie française (3e)               |  | UDI    | 1972               | Restaurateur                                                         | Aucun | Thomas Moutame                  |
| Cécile Untermaier           | Saône-et-Loire (4e)                    |  | SER    | 1951               | Fonctionnaire des grands corps de l'État                             | Conseillère générale de Saône-et-Loire | Frédéric Cannard                |
| Daniel Vaillant             | Paris (17e)                            |  | SER    | 1949               | Technicien biologiste                                                | Maire du 18e arrondissement de Paris | Colombe Brossel                 |
| Jacques Valax               | Tarn (2e)                              |  | SER    | 1951               | Avocat                                                               | Conseiller général du canton d'Albi-Ouest | Claire Fita                     |
| Manuel Valls                | Essonne (01re)                         |  | SER    | 1974               | Conseiller en communication                                          | Vice-président du Conseil général de l'Essonne                                                                                                   | Carlos Da Silva                 |
| François Vannson            | Vosges (3e)                            |  | LR     | 1962               | Opticien                                                             | Aucun | Patrick Lagarde                 |
| Catherine Vautrin           | Marne (2e)                             |  | LR     | 1960               | Directrice marketing                                                 | Conseillère municipale de Reims | Philippe Salmon                 |
| Michel Vauzelle             | Bouches-du-Rhône (16e)                 |  | SER    | 1944               | Préfet                                                               | Président du conseil régional de Provence-Alpes-Côte d'Azur                                                                                      | Frédéric Vigouroux              |
| Francis Vercamer            | Nord (07e)                             |  | UDI    | 1958               | Ingénieur                                                            | Maire de Hem | Régis Cauche                    |
| Patrice Verchère            | Rhône (08e)                            |  | LR     | 1973               | Assistant parlementaire                                              | Maire de Cours-la-Ville | Eric Poncet                     |
| Fabrice Verdier             | Gard (4e)                              |  | SER    | 1968               | Permanent politique                                                  | Membre du conseil régional de Languedoc-Roussillon Maire de Fons-sur-Lussan                                                                      | Nathalie Bouvet                 |
| Michel Vergnier             | Creuse (1re)                           |  | SER    | 1946               | Retraité                                                             | Maire de Guéret | Martine Laporte                 |
| Arnaud Viala                | Aveyron (3e)                           |  | LR     | 1974               | Directeur-adjoint de centre universitaire                            | Maire de Vézins-de-Lévézou | Sébastien David                 |
| Jean-Sébastien Vialatte     | Var (7e)                               |  | LR     | 1951               | Pharmacien-biologiste                                                | Maire de Six-Fours-les-Plages | Hélène Rigal                    |
| Philippe Vigier             | Eure-et-Loir (4e)                      |  | UDI    | 1958               | Médecin                                                              | Membre du conseil régional du Centre Président de la communauté de communes des Trois Rivières (Eure-et-Loir) Maire de Cloyes-sur-le-Loir        | Marc Guerrini                   |
| Jean-Pierre Vigier          | Haute-Loire (2e)                       |  | LR     | 1969               | Fonctionnaire de catégorie A                                         | Membre du Conseil général de la Haute-Loire Maire de Lavoûte-Chilhac                                                                             | Michel Decolin                  |
| Patrick Vignal              | Hérault (9e)                           |  | SER    | 1958               | Chef d'entreprise                                                    | Membre du Conseil général de l'Hérault | Muriel Goroneskoul              |
| François-Xavier Villain     | Nord (18e)                             |  | UDI    | 1950               | Avocat                                                               | Maire de Cambrai | Guy Bricout                     |
| Jean-Michel Villaumé        | Haute-Saône (2e)                       |  | SER    | 1946               | Retraité                                                             | Maire d'Héricourt | Laurent Seguin                  |
| Philippe Vitel              | Var (2e)                               |  | LR     | 1955               | Chirurgien plasticien                                                | Conseiller général du Canton de Toulon-3 Vice-Président du Conseil général du Var                                                                | Sylvie Laporte                  |
| Jean-Jacques Vlody          | Réunion (3e)                           |  | SER    | 1967               | Enseignant                                                           | Conseiller général, conseiller régional | Marie-Lyne Gastrin              |
| Michel Voisin               | Ain (4e)                               |  | LR     | 1944               | Expert comptable, commissaire aux comptes et expert-judiciaire       | Maire de Replonges Conseiller régional | Christian Chanel                |
| Jean-Luc Warsmann           | Ardennes (3e)                          |  | LR     | 1965               | Ancien dirigeant d'une Mutuelle étudiante                            | Conseiller régional de Champagne-Ardenne Maire de Douzy                                                                                          | Christine Noiret                |
| Laurent Wauquiez            | Haute-Loire (1re)                      |  | LR     | 1975               | Haut fonctionnaire                                                   | Maire du Puy-en-Velay | Isabelle Valentin               |
| Patrick Weiten              | Moselle (9e)                           |  | UDI    | 1954               |                                                                      | Président du Conseil général de la Moselle | Anne Grommerch                  |
| Éric Woerth                 | Oise (4e)                              |  | LR     | 1956               | Associé dans un cabinet d'audit international                        | Président de la Communauté de communes de l'aire cantilienne Maire de Chantilly                                                                  | Jean-Marc Simon                 |
| Paola Zanetti               | Moselle (7e)                           |  | SER    | 1976               | Cadre supérieure                                                     | Membre du conseil régional de Lorraine | Joëlle Borowski                 |
| Marie-Jo Zimmermann         | Moselle (3e)                           |  | LR     | 1951               | Professeur                                                           | Membre du Conseil municipal de Metz | Bernard Hertzog                 |
| Michel Zumkeller            | Territoire de Belfort (2e)             |  | UDI    | 1966               | Comptable                                                            | Maire de Valdoie | Béatrice Cuenin                 |